# Yuridia
Yuridia (née Yuridia Francisca Gaxiola Flores le 4 octobre 1986 à Hermosillo au Mexique) est une chanteuse et compositrice mexicaine.
Connue via l'émission de télé-réalité La Academia, au Mexique durant l'année 2005, un programme équivalent à l'American Idol américaine ou encore The X Factor en Angleterre, où elle fut finaliste. Quelques mois seulement après, sa carrière a démarré en trombe au moment du lancement de son premier album, vendu à plus d'un million de copies au Mexique, directement parmi les plus achetés au Mexique, et finalement à travers les États-Unis, le Mexique, l'Amérique latine, ce sont plus de 3 millions d'albums qui sont vendus.

## Biographie

### Premières années
Elle est née au sein d'une famille de Sonora. Entourée depuis petite par la musique, sa famille a dû émigrer à Mesa en Arizona quand elle avait seulement huit ans. Dès sa petite enfance son père Genaro Gaxiola lui a donné le goût de la musique, l'accompagnant dans des réunions familiales ou à travers l'État d'Arizona ; elle enregistra même des reprises de quelques chansons issues du répertoire populaire mexicain.
C'est lorsqu'elle fut repérée par un commercial de la chaîne Azteca América que son père l'inscrivit au casting de la quatrième génération de La Academia. Ne sachant pas si elle serait sélectionnée, Yuridia passe au casting organisé dans la ville de Los Angeles. Après une longue sélection, Yuridia a été finalement choisie, pour participer au casting final dans la ville de Mexico et est finalement acceptée dans la nouvelle promotion avec 17 autres camarades. Dès ses débuts à la télévision mexicaine, sa voix a été reconnue comme superbe.

### La Academia
Yuridia accède à la célébrité au début de l'année 2005, dans le programme dominical La Academia où elle put exprimer son talent vocal extraordinaire durant toute l'émission, en étant ainsi considérée comme la meilleure voix des plus de 109 élèves, d'après une des critiques les plus respectables, Dolores « lolita » des Coupes, et en recevant toujours  des commentaires dithyrambiques du jury et des critiques.

#### Présentations
| Concert | Concert | Concert | Concert | Concert | Concert | Concert | Concert | Concert | Concert | Concert | Concert | Concert | Concert | Concert | Concert | Concert | Concert | Concert | Concert | Concert | Concert | Concert | Concert | Concert | Concert | Concert | Concert | Concert | Concert | Concert | Concert | Concert | Concert | Concert | Concert | Concert | Concert | Concert | Concert | Concert | Concert | Concert | Concert | Concert | Concert | Concert | Concert | Concert | Concert | Concert | Concert | Concert | Concert | Concert | Concert | Concert | Concert | Concert | Concert | Concert | Concert | Concert | Concert | Concert | Concert | Concert | Concert | Concert | Concert | Concert | Concert | Concert | Concert | Concert | Concert | Concert | Concert | Concert | Concert | Concert | Concert | Concert | Concert | Concert | Concert | Concert | Concert | Concert | Concert | Chanson                               | Chanson                               | Chanson                               | Chanson                               | Chanson                               | Chanson                               | Chanson                               | Chanson                               | Chanson                               | Chanson                               | Chanson                               | Chanson                               | Chanson                               | Chanson                               | Chanson                               | Chanson                               | Chanson                               | Chanson                               | Chanson                               | Chanson                               | Chanson                               | Chanson                               | Chanson                               | Chanson                               | Chanson                               | Chanson                               | Chanson                               | Chanson                               | Chanson                               | Chanson                               | Chanson                               | Chanson                               | Chanson                               | Chanson                               | Chanson                               | Chanson                               | Chanson                               | Chanson                               | Chanson                               | Chanson                               | Chanson                               | Chanson                               | Chanson                               | Chanson                               | Chanson                               | Chanson                               | Chanson                               | Chanson                               | Chanson                               | Chanson                               | Chanson                               | Chanson                               | Chanson                               | Chanson                               | Chanson                               | Chanson                               | Chanson                               | Chanson                               | Chanson                               | Chanson                               | Chanson                               | Chanson                               | Chanson                               | Chanson                               | Chanson                               | Chanson                               | Chanson                               | Chanson                               | Chanson                               | Chanson                               | Chanson                               | Chanson                               | Chanson                               | Chanson                               | Chanson                               | Chanson                               | Chanson                               | Chanson                               | Chanson                               | Chanson                               | Chanson                               | Chanson                               | Chanson                               | Chanson                               | Chanson                               | Chanson                               | Chanson                               | Chanson                               | Chanson                               | Chanson                               | Chanson                               | Chanson                               | Chanson                               | Chanson                               | Chanson                               | Chanson                               | Chanson                               | Chanson                               | Chanson                               | Chanson                               | Chanson                       | Chanson                       | Chanson                       | Chanson                       | Chanson                       | Chanson                       | Chanson                       | Chanson                       | Chanson                       | Chanson                       | Chanson                       | Chanson                       | Chanson                       | Chanson                       | Chanson                       | Chanson                       | Chanson                       | Chanson                       | Chanson                       | Chanson                       | Chanson                       | Chanson                       | Chanson                       | Chanson                       | Chanson                       | Chanson                       | Chanson                       | Chanson                       | Chanson                       | Chanson                       | Interprète original           | Interprète original           | Interprète original           | Interprète original           | Interprète original           | Interprète original           | Interprète original           | Interprète original           | Interprète original           | Interprète original           | Interprète original           | Interprète original           | Interprète original           | Interprète original           | Interprète original           | Interprète original           | Interprète original           | Interprète original           | Interprète original           | Interprète original           | Interprète original           | Interprète original           | Interprète original           | Interprète original           | Interprète original           | Interprète original           | Interprète original           | Interprète original           | Interprète original           | Interprète original           | Interprète original           | Interprète original           | Interprète original           | Interprète original           | Interprète original           | Interprète original           | Interprète original           | Interprète original           | Interprète original           | Interprète original           | Interprète original           | Interprète original           | Interprète original           | Interprète original           | Interprète original           | Interprète original           | Interprète original           | Interprète original           | Interprète original           | Interprète original           | Interprète original           | Interprète original           | Interprète original           | Interprète original           | Interprète original           | Interprète original           | Interprète original           | Interprète original           | Interprète original           | Interprète original           | Interprète original           | Interprète original           | Interprète original           | Interprète original           | Interprète original           | Interprète original           | Interprète original           | Interprète original           | Interprète original           | Interprète original           | Interprète original           | Interprète original           | Interprète original           | Interprète original           | Interprète original           | Interprète original           | Interprète original           | Interprète original           | Interprète original           | Interprète original           | Interprète original           | Interprète original           | Interprète original           | Interprète original           | Interprète original           | Interprète original           | Interprète original           | Interprète original           | Interprète original           | Interprète original           | Interprète original           | Interprète original           | Interprète original           | Interprète original           | Interprète original           | Interprète original           | Interprète original           | Interprète original           | Interprète original           | Interprète original           |
| 01      | 01      | 01      | 01      | 01      | 01      | 01      | 01      | 01      | 01      | 01      | 01      | 01      | 01      | 01      | 01      | 01      | 01      | 01      | 01      | 01      | 01      | 01      | 01      | 01      | 01      | 01      | 01      | 01      | 01      | 01      | 01      | 01      | 01      | 01      | 01      | 01      | 01      | 01      | 01      | 01      | 01      | 01      | 01      | 01      | 01      | 01      | 01      | 01      | 01      | 01      | 01      | 01      | 01      | 01      | 01      | 01      | 01      | 01      | 01      | 01      | 01      | 01      | 01      | 01      | 01      | 01      | 01      | 01      | 01      | 01      | 01      | 01      | 01      | 01      | 01      | 01      | 01      | 01      | 01      | 01      | 01      | 01      | 01      | 01      | 01      | 01      | 01      | 01      | 01      | Lento                                 | Lento                                 | Lento                                 | Lento                                 | Lento                                 | Lento                                 | Lento                                 | Lento                                 | Lento                                 | Lento                                 | Lento                                 | Lento                                 | Lento                                 | Lento                                 | Lento                                 | Lento                                 | Lento                                 | Lento                                 | Lento                                 | Lento                                 | Lento                                 | Lento                                 | Lento                                 | Lento                                 | Lento                                 | Lento                                 | Lento                                 | Lento                                 | Lento                                 | Lento                                 | Lento                                 | Lento                                 | Lento                                 | Lento                                 | Lento                                 | Lento                                 | Lento                                 | Lento                                 | Lento                                 | Lento                                 | Lento                                 | Lento                                 | Lento                                 | Lento                                 | Lento                                 | Lento                                 | Lento                                 | Lento                                 | Lento                                 | Lento                                 | Lento                                 | Lento                                 | Lento                                 | Lento                                 | Lento                                 | Lento                                 | Lento                                 | Lento                                 | Lento                                 | Lento                                 | Lento                                 | Lento                                 | Lento                                 | Lento                                 | Lento                                 | Lento                                 | Lento                                 | Lento                                 | Lento                                 | Lento                                 | Lento                                 | Lento                                 | Lento                                 | Lento                                 | Lento                                 | Lento                                 | Lento                                 | Lento                                 | Lento                                 | Lento                                 | Lento                                 | Lento                                 | Lento                                 | Lento                                 | Lento                                 | Lento                                 | Lento                                 | Lento                                 | Lento                                 | Lento                                 | Lento                                 | Lento                                 | Lento                                 | Lento                                 | Lento                                 | Lento                                 | Lento                                 | Lento                                 | Lento                                 | Lento                                 | Julieta Venegas               | Julieta Venegas               | Julieta Venegas               | Julieta Venegas               | Julieta Venegas               | Julieta Venegas               | Julieta Venegas               | Julieta Venegas               | Julieta Venegas               | Julieta Venegas               | Julieta Venegas               | Julieta Venegas               | Julieta Venegas               | Julieta Venegas               | Julieta Venegas               | Julieta Venegas               | Julieta Venegas               | Julieta Venegas               | Julieta Venegas               | Julieta Venegas               | Julieta Venegas               | Julieta Venegas               | Julieta Venegas               | Julieta Venegas               | Julieta Venegas               | Julieta Venegas               | Julieta Venegas               | Julieta Venegas               | Julieta Venegas               | Julieta Venegas               | Julieta Venegas               | Julieta Venegas               | Julieta Venegas               | Julieta Venegas               | Julieta Venegas               | Julieta Venegas               | Julieta Venegas               | Julieta Venegas               | Julieta Venegas               | Julieta Venegas               | Julieta Venegas               | Julieta Venegas               | Julieta Venegas               | Julieta Venegas               | Julieta Venegas               | Julieta Venegas               | Julieta Venegas               | Julieta Venegas               | Julieta Venegas               | Julieta Venegas               | Julieta Venegas               | Julieta Venegas               | Julieta Venegas               | Julieta Venegas               | Julieta Venegas               | Julieta Venegas               | Julieta Venegas               | Julieta Venegas               | Julieta Venegas               | Julieta Venegas               | Julieta Venegas               | Julieta Venegas               | Julieta Venegas               | Julieta Venegas               | Julieta Venegas               | Julieta Venegas               | Julieta Venegas               | Julieta Venegas               | Julieta Venegas               | Julieta Venegas               | Julieta Venegas               | Julieta Venegas               | Julieta Venegas               | Julieta Venegas               | Julieta Venegas               | Julieta Venegas               | Julieta Venegas               | Julieta Venegas               | Julieta Venegas               | Julieta Venegas               | Julieta Venegas               | Julieta Venegas               | Julieta Venegas               | Julieta Venegas               | Julieta Venegas               | Julieta Venegas               | Julieta Venegas               | Julieta Venegas               | Julieta Venegas               | Julieta Venegas               | Julieta Venegas               | Julieta Venegas               | Julieta Venegas               | Julieta Venegas               | Julieta Venegas               | Julieta Venegas               | Julieta Venegas               | Julieta Venegas               | Julieta Venegas               | Julieta Venegas               | Julieta Venegas               | Julieta Venegas               | Julieta Venegas               | Julieta Venegas               | Julieta Venegas               | Julieta Venegas               | Julieta Venegas               | Julieta Venegas               | Julieta Venegas               | Julieta Venegas               | Julieta Venegas               | Julieta Venegas               | Julieta Venegas               | Julieta Venegas               | Julieta Venegas               | Julieta Venegas               | Julieta Venegas               | Julieta Venegas               | Julieta Venegas               | Julieta Venegas               | Julieta Venegas               | Julieta Venegas               | Julieta Venegas               | Julieta Venegas               | Julieta Venegas               | Julieta Venegas               | Julieta Venegas               | Julieta Venegas               | Julieta Venegas               | Julieta Venegas               |
| 02      | 02      | 02      | 02      | 02      | 02      | 02      | 02      | 02      | 02      | 02      | 02      | 02      | 02      | 02      | 02      | 02      | 02      | 02      | 02      | 02      | 02      | 02      | 02      | 02      | 02      | 02      | 02      | 02      | 02      | 02      | 02      | 02      | 02      | 02      | 02      | 02      | 02      | 02      | 02      | 02      | 02      | 02      | 02      | 02      | 02      | 02      | 02      | 02      | 02      | 02      | 02      | 02      | 02      | 02      | 02      | 02      | 02      | 02      | 02      | 02      | 02      | 02      | 02      | 02      | 02      | 02      | 02      | 02      | 02      | 02      | 02      | 02      | 02      | 02      | 02      | 02      | 02      | 02      | 02      | 02      | 02      | 02      | 02      | 02      | 02      | 02      | 02      | 02      | 02      | Antes                                 | Antes                                 | Antes                                 | Antes                                 | Antes                                 | Antes                                 | Antes                                 | Antes                                 | Antes                                 | Antes                                 | Antes                                 | Antes                                 | Antes                                 | Antes                                 | Antes                                 | Antes                                 | Antes                                 | Antes                                 | Antes                                 | Antes                                 | Antes                                 | Antes                                 | Antes                                 | Antes                                 | Antes                                 | Antes                                 | Antes                                 | Antes                                 | Antes                                 | Antes                                 | Antes                                 | Antes                                 | Antes                                 | Antes                                 | Antes                                 | Antes                                 | Antes                                 | Antes                                 | Antes                                 | Antes                                 | Antes                                 | Antes                                 | Antes                                 | Antes                                 | Antes                                 | Antes                                 | Antes                                 | Antes                                 | Antes                                 | Antes                                 | Antes                                 | Antes                                 | Antes                                 | Antes                                 | Antes                                 | Antes                                 | Antes                                 | Antes                                 | Antes                                 | Antes                                 | Antes                                 | Antes                                 | Antes                                 | Antes                                 | Antes                                 | Antes                                 | Antes                                 | Antes                                 | Antes                                 | Antes                                 | Antes                                 | Antes                                 | Antes                                 | Antes                                 | Antes                                 | Antes                                 | Antes                                 | Antes                                 | Antes                                 | Antes                                 | Antes                                 | Antes                                 | Antes                                 | Antes                                 | Antes                                 | Antes                                 | Antes                                 | Antes                                 | Antes                                 | Antes                                 | Antes                                 | Antes                                 | Antes                                 | Antes                                 | Antes                                 | Antes                                 | Antes                                 | Antes                                 | Antes                                 | Antes                                 | Obie Bermúdez                 | Obie Bermúdez                 | Obie Bermúdez                 | Obie Bermúdez                 | Obie Bermúdez                 | Obie Bermúdez                 | Obie Bermúdez                 | Obie Bermúdez                 | Obie Bermúdez                 | Obie Bermúdez                 | Obie Bermúdez                 | Obie Bermúdez                 | Obie Bermúdez                 | Obie Bermúdez                 | Obie Bermúdez                 | Obie Bermúdez                 | Obie Bermúdez                 | Obie Bermúdez                 | Obie Bermúdez                 | Obie Bermúdez                 | Obie Bermúdez                 | Obie Bermúdez                 | Obie Bermúdez                 | Obie Bermúdez                 | Obie Bermúdez                 | Obie Bermúdez                 | Obie Bermúdez                 | Obie Bermúdez                 | Obie Bermúdez                 | Obie Bermúdez                 | Obie Bermúdez                 | Obie Bermúdez                 | Obie Bermúdez                 | Obie Bermúdez                 | Obie Bermúdez                 | Obie Bermúdez                 | Obie Bermúdez                 | Obie Bermúdez                 | Obie Bermúdez                 | Obie Bermúdez                 | Obie Bermúdez                 | Obie Bermúdez                 | Obie Bermúdez                 | Obie Bermúdez                 | Obie Bermúdez                 | Obie Bermúdez                 | Obie Bermúdez                 | Obie Bermúdez                 | Obie Bermúdez                 | Obie Bermúdez                 | Obie Bermúdez                 | Obie Bermúdez                 | Obie Bermúdez                 | Obie Bermúdez                 | Obie Bermúdez                 | Obie Bermúdez                 | Obie Bermúdez                 | Obie Bermúdez                 | Obie Bermúdez                 | Obie Bermúdez                 | Obie Bermúdez                 | Obie Bermúdez                 | Obie Bermúdez                 | Obie Bermúdez                 | Obie Bermúdez                 | Obie Bermúdez                 | Obie Bermúdez                 | Obie Bermúdez                 | Obie Bermúdez                 | Obie Bermúdez                 | Obie Bermúdez                 | Obie Bermúdez                 | Obie Bermúdez                 | Obie Bermúdez                 | Obie Bermúdez                 | Obie Bermúdez                 | Obie Bermúdez                 | Obie Bermúdez                 | Obie Bermúdez                 | Obie Bermúdez                 | Obie Bermúdez                 | Obie Bermúdez                 | Obie Bermúdez                 | Obie Bermúdez                 | Obie Bermúdez                 | Obie Bermúdez                 | Obie Bermúdez                 | Obie Bermúdez                 | Obie Bermúdez                 | Obie Bermúdez                 | Obie Bermúdez                 | Obie Bermúdez                 | Obie Bermúdez                 | Obie Bermúdez                 | Obie Bermúdez                 | Obie Bermúdez                 | Obie Bermúdez                 | Obie Bermúdez                 | Obie Bermúdez                 | Obie Bermúdez                 | Obie Bermúdez                 | Obie Bermúdez                 | Obie Bermúdez                 | Obie Bermúdez                 | Obie Bermúdez                 | Obie Bermúdez                 | Obie Bermúdez                 | Obie Bermúdez                 | Obie Bermúdez                 | Obie Bermúdez                 | Obie Bermúdez                 | Obie Bermúdez                 | Obie Bermúdez                 | Obie Bermúdez                 | Obie Bermúdez                 | Obie Bermúdez                 | Obie Bermúdez                 | Obie Bermúdez                 | Obie Bermúdez                 | Obie Bermúdez                 | Obie Bermúdez                 | Obie Bermúdez                 | Obie Bermúdez                 | Obie Bermúdez                 | Obie Bermúdez                 | Obie Bermúdez                 | Obie Bermúdez                 | Obie Bermúdez                 | Obie Bermúdez                 | Obie Bermúdez                 |
| 03      | 03      | 03      | 03      | 03      | 03      | 03      | 03      | 03      | 03      | 03      | 03      | 03      | 03      | 03      | 03      | 03      | 03      | 03      | 03      | 03      | 03      | 03      | 03      | 03      | 03      | 03      | 03      | 03      | 03      | 03      | 03      | 03      | 03      | 03      | 03      | 03      | 03      | 03      | 03      | 03      | 03      | 03      | 03      | 03      | 03      | 03      | 03      | 03      | 03      | 03      | 03      | 03      | 03      | 03      | 03      | 03      | 03      | 03      | 03      | 03      | 03      | 03      | 03      | 03      | 03      | 03      | 03      | 03      | 03      | 03      | 03      | 03      | 03      | 03      | 03      | 03      | 03      | 03      | 03      | 03      | 03      | 03      | 03      | 03      | 03      | 03      | 03      | 03      | 03      | Peligro                               | Peligro                               | Peligro                               | Peligro                               | Peligro                               | Peligro                               | Peligro                               | Peligro                               | Peligro                               | Peligro                               | Peligro                               | Peligro                               | Peligro                               | Peligro                               | Peligro                               | Peligro                               | Peligro                               | Peligro                               | Peligro                               | Peligro                               | Peligro                               | Peligro                               | Peligro                               | Peligro                               | Peligro                               | Peligro                               | Peligro                               | Peligro                               | Peligro                               | Peligro                               | Peligro                               | Peligro                               | Peligro                               | Peligro                               | Peligro                               | Peligro                               | Peligro                               | Peligro                               | Peligro                               | Peligro                               | Peligro                               | Peligro                               | Peligro                               | Peligro                               | Peligro                               | Peligro                               | Peligro                               | Peligro                               | Peligro                               | Peligro                               | Peligro                               | Peligro                               | Peligro                               | Peligro                               | Peligro                               | Peligro                               | Peligro                               | Peligro                               | Peligro                               | Peligro                               | Peligro                               | Peligro                               | Peligro                               | Peligro                               | Peligro                               | Peligro                               | Peligro                               | Peligro                               | Peligro                               | Peligro                               | Peligro                               | Peligro                               | Peligro                               | Peligro                               | Peligro                               | Peligro                               | Peligro                               | Peligro                               | Peligro                               | Peligro                               | Peligro                               | Peligro                               | Peligro                               | Peligro                               | Peligro                               | Peligro                               | Peligro                               | Peligro                               | Peligro                               | Peligro                               | Peligro                               | Peligro                               | Peligro                               | Peligro                               | Peligro                               | Peligro                               | Peligro                               | Peligro                               | Peligro                               | Peligro                               | Flans                         | Flans                         | Flans                         | Flans                         | Flans                         | Flans                         | Flans                         | Flans                         | Flans                         | Flans                         | Flans                         | Flans                         | Flans                         | Flans                         | Flans                         | Flans                         | Flans                         | Flans                         | Flans                         | Flans                         | Flans                         | Flans                         | Flans                         | Flans                         | Flans                         | Flans                         | Flans                         | Flans                         | Flans                         | Flans                         | Flans                         | Flans                         | Flans                         | Flans                         | Flans                         | Flans                         | Flans                         | Flans                         | Flans                         | Flans                         | Flans                         | Flans                         | Flans                         | Flans                         | Flans                         | Flans                         | Flans                         | Flans                         | Flans                         | Flans                         | Flans                         | Flans                         | Flans                         | Flans                         | Flans                         | Flans                         | Flans                         | Flans                         | Flans                         | Flans                         | Flans                         | Flans                         | Flans                         | Flans                         | Flans                         | Flans                         | Flans                         | Flans                         | Flans                         | Flans                         | Flans                         | Flans                         | Flans                         | Flans                         | Flans                         | Flans                         | Flans                         | Flans                         | Flans                         | Flans                         | Flans                         | Flans                         | Flans                         | Flans                         | Flans                         | Flans                         | Flans                         | Flans                         | Flans                         | Flans                         | Flans                         | Flans                         | Flans                         | Flans                         | Flans                         | Flans                         | Flans                         | Flans                         | Flans                         | Flans                         | Flans                         | Flans                         | Flans                         | Flans                         | Flans                         | Flans                         | Flans                         | Flans                         | Flans                         | Flans                         | Flans                         | Flans                         | Flans                         | Flans                         | Flans                         | Flans                         | Flans                         | Flans                         | Flans                         | Flans                         | Flans                         | Flans                         | Flans                         | Flans                         | Flans                         | Flans                         | Flans                         | Flans                         | Flans                         | Flans                         |
| 04      | 04      | 04      | 04      | 04      | 04      | 04      | 04      | 04      | 04      | 04      | 04      | 04      | 04      | 04      | 04      | 04      | 04      | 04      | 04      | 04      | 04      | 04      | 04      | 04      | 04      | 04      | 04      | 04      | 04      | 04      | 04      | 04      | 04      | 04      | 04      | 04      | 04      | 04      | 04      | 04      | 04      | 04      | 04      | 04      | 04      | 04      | 04      | 04      | 04      | 04      | 04      | 04      | 04      | 04      | 04      | 04      | 04      | 04      | 04      | 04      | 04      | 04      | 04      | 04      | 04      | 04      | 04      | 04      | 04      | 04      | 04      | 04      | 04      | 04      | 04      | 04      | 04      | 04      | 04      | 04      | 04      | 04      | 04      | 04      | 04      | 04      | 04      | 04      | 04      | Tú                                    | Tú                                    | Tú                                    | Tú                                    | Tú                                    | Tú                                    | Tú                                    | Tú                                    | Tú                                    | Tú                                    | Tú                                    | Tú                                    | Tú                                    | Tú                                    | Tú                                    | Tú                                    | Tú                                    | Tú                                    | Tú                                    | Tú                                    | Tú                                    | Tú                                    | Tú                                    | Tú                                    | Tú                                    | Tú                                    | Tú                                    | Tú                                    | Tú                                    | Tú                                    | Tú                                    | Tú                                    | Tú                                    | Tú                                    | Tú                                    | Tú                                    | Tú                                    | Tú                                    | Tú                                    | Tú                                    | Tú                                    | Tú                                    | Tú                                    | Tú                                    | Tú                                    | Tú                                    | Tú                                    | Tú                                    | Tú                                    | Tú                                    | Tú                                    | Tú                                    | Tú                                    | Tú                                    | Tú                                    | Tú                                    | Tú                                    | Tú                                    | Tú                                    | Tú                                    | Tú                                    | Tú                                    | Tú                                    | Tú                                    | Tú                                    | Tú                                    | Tú                                    | Tú                                    | Tú                                    | Tú                                    | Tú                                    | Tú                                    | Tú                                    | Tú                                    | Tú                                    | Tú                                    | Tú                                    | Tú                                    | Tú                                    | Tú                                    | Tú                                    | Tú                                    | Tú                                    | Tú                                    | Tú                                    | Tú                                    | Tú                                    | Tú                                    | Tú                                    | Tú                                    | Tú                                    | Tú                                    | Tú                                    | Tú                                    | Tú                                    | Tú                                    | Tú                                    | Tú                                    | Tú                                    | Tú                                    | Shakira                       | Shakira                       | Shakira                       | Shakira                       | Shakira                       | Shakira                       | Shakira                       | Shakira                       | Shakira                       | Shakira                       | Shakira                       | Shakira                       | Shakira                       | Shakira                       | Shakira                       | Shakira                       | Shakira                       | Shakira                       | Shakira                       | Shakira                       | Shakira                       | Shakira                       | Shakira                       | Shakira                       | Shakira                       | Shakira                       | Shakira                       | Shakira                       | Shakira                       | Shakira                       | Shakira                       | Shakira                       | Shakira                       | Shakira                       | Shakira                       | Shakira                       | Shakira                       | Shakira                       | Shakira                       | Shakira                       | Shakira                       | Shakira                       | Shakira                       | Shakira                       | Shakira                       | Shakira                       | Shakira                       | Shakira                       | Shakira                       | Shakira                       | Shakira                       | Shakira                       | Shakira                       | Shakira                       | Shakira                       | Shakira                       | Shakira                       | Shakira                       | Shakira                       | Shakira                       | Shakira                       | Shakira                       | Shakira                       | Shakira                       | Shakira                       | Shakira                       | Shakira                       | Shakira                       | Shakira                       | Shakira                       | Shakira                       | Shakira                       | Shakira                       | Shakira                       | Shakira                       | Shakira                       | Shakira                       | Shakira                       | Shakira                       | Shakira                       | Shakira                       | Shakira                       | Shakira                       | Shakira                       | Shakira                       | Shakira                       | Shakira                       | Shakira                       | Shakira                       | Shakira                       | Shakira                       | Shakira                       | Shakira                       | Shakira                       | Shakira                       | Shakira                       | Shakira                       | Shakira                       | Shakira                       | Shakira                       | Shakira                       | Shakira                       | Shakira                       | Shakira                       | Shakira                       | Shakira                       | Shakira                       | Shakira                       | Shakira                       | Shakira                       | Shakira                       | Shakira                       | Shakira                       | Shakira                       | Shakira                       | Shakira                       | Shakira                       | Shakira                       | Shakira                       | Shakira                       | Shakira                       | Shakira                       | Shakira                       | Shakira                       | Shakira                       | Shakira                       | Shakira                       | Shakira                       | Shakira                       | Shakira                       |
| 05      | 05      | 05      | 05      | 05      | 05      | 05      | 05      | 05      | 05      | 05      | 05      | 05      | 05      | 05      | 05      | 05      | 05      | 05      | 05      | 05      | 05      | 05      | 05      | 05      | 05      | 05      | 05      | 05      | 05      | 05      | 05      | 05      | 05      | 05      | 05      | 05      | 05      | 05      | 05      | 05      | 05      | 05      | 05      | 05      | 05      | 05      | 05      | 05      | 05      | 05      | 05      | 05      | 05      | 05      | 05      | 05      | 05      | 05      | 05      | 05      | 05      | 05      | 05      | 05      | 05      | 05      | 05      | 05      | 05      | 05      | 05      | 05      | 05      | 05      | 05      | 05      | 05      | 05      | 05      | 05      | 05      | 05      | 05      | 05      | 05      | 05      | 05      | 05      | 05      | Mi forma de ser                       | Mi forma de ser                       | Mi forma de ser                       | Mi forma de ser                       | Mi forma de ser                       | Mi forma de ser                       | Mi forma de ser                       | Mi forma de ser                       | Mi forma de ser                       | Mi forma de ser                       | Mi forma de ser                       | Mi forma de ser                       | Mi forma de ser                       | Mi forma de ser                       | Mi forma de ser                       | Mi forma de ser                       | Mi forma de ser                       | Mi forma de ser                       | Mi forma de ser                       | Mi forma de ser                       | Mi forma de ser                       | Mi forma de ser                       | Mi forma de ser                       | Mi forma de ser                       | Mi forma de ser                       | Mi forma de ser                       | Mi forma de ser                       | Mi forma de ser                       | Mi forma de ser                       | Mi forma de ser                       | Mi forma de ser                       | Mi forma de ser                       | Mi forma de ser                       | Mi forma de ser                       | Mi forma de ser                       | Mi forma de ser                       | Mi forma de ser                       | Mi forma de ser                       | Mi forma de ser                       | Mi forma de ser                       | Mi forma de ser                       | Mi forma de ser                       | Mi forma de ser                       | Mi forma de ser                       | Mi forma de ser                       | Mi forma de ser                       | Mi forma de ser                       | Mi forma de ser                       | Mi forma de ser                       | Mi forma de ser                       | Mi forma de ser                       | Mi forma de ser                       | Mi forma de ser                       | Mi forma de ser                       | Mi forma de ser                       | Mi forma de ser                       | Mi forma de ser                       | Mi forma de ser                       | Mi forma de ser                       | Mi forma de ser                       | Mi forma de ser                       | Mi forma de ser                       | Mi forma de ser                       | Mi forma de ser                       | Mi forma de ser                       | Mi forma de ser                       | Mi forma de ser                       | Mi forma de ser                       | Mi forma de ser                       | Mi forma de ser                       | Mi forma de ser                       | Mi forma de ser                       | Mi forma de ser                       | Mi forma de ser                       | Mi forma de ser                       | Mi forma de ser                       | Mi forma de ser                       | Mi forma de ser                       | Mi forma de ser                       | Mi forma de ser                       | Mi forma de ser                       | Mi forma de ser                       | Mi forma de ser                       | Mi forma de ser                       | Mi forma de ser                       | Mi forma de ser                       | Mi forma de ser                       | Mi forma de ser                       | Mi forma de ser                       | Mi forma de ser                       | Mi forma de ser                       | Mi forma de ser                       | Mi forma de ser                       | Mi forma de ser                       | Mi forma de ser                       | Mi forma de ser                       | Mi forma de ser                       | Mi forma de ser                       | Mi forma de ser                       | Mi forma de ser                       | Patricia Loaiza               | Patricia Loaiza               | Patricia Loaiza               | Patricia Loaiza               | Patricia Loaiza               | Patricia Loaiza               | Patricia Loaiza               | Patricia Loaiza               | Patricia Loaiza               | Patricia Loaiza               | Patricia Loaiza               | Patricia Loaiza               | Patricia Loaiza               | Patricia Loaiza               | Patricia Loaiza               | Patricia Loaiza               | Patricia Loaiza               | Patricia Loaiza               | Patricia Loaiza               | Patricia Loaiza               | Patricia Loaiza               | Patricia Loaiza               | Patricia Loaiza               | Patricia Loaiza               | Patricia Loaiza               | Patricia Loaiza               | Patricia Loaiza               | Patricia Loaiza               | Patricia Loaiza               | Patricia Loaiza               | Patricia Loaiza               | Patricia Loaiza               | Patricia Loaiza               | Patricia Loaiza               | Patricia Loaiza               | Patricia Loaiza               | Patricia Loaiza               | Patricia Loaiza               | Patricia Loaiza               | Patricia Loaiza               | Patricia Loaiza               | Patricia Loaiza               | Patricia Loaiza               | Patricia Loaiza               | Patricia Loaiza               | Patricia Loaiza               | Patricia Loaiza               | Patricia Loaiza               | Patricia Loaiza               | Patricia Loaiza               | Patricia Loaiza               | Patricia Loaiza               | Patricia Loaiza               | Patricia Loaiza               | Patricia Loaiza               | Patricia Loaiza               | Patricia Loaiza               | Patricia Loaiza               | Patricia Loaiza               | Patricia Loaiza               | Patricia Loaiza               | Patricia Loaiza               | Patricia Loaiza               | Patricia Loaiza               | Patricia Loaiza               | Patricia Loaiza               | Patricia Loaiza               | Patricia Loaiza               | Patricia Loaiza               | Patricia Loaiza               | Patricia Loaiza               | Patricia Loaiza               | Patricia Loaiza               | Patricia Loaiza               | Patricia Loaiza               | Patricia Loaiza               | Patricia Loaiza               | Patricia Loaiza               | Patricia Loaiza               | Patricia Loaiza               | Patricia Loaiza               | Patricia Loaiza               | Patricia Loaiza               | Patricia Loaiza               | Patricia Loaiza               | Patricia Loaiza               | Patricia Loaiza               | Patricia Loaiza               | Patricia Loaiza               | Patricia Loaiza               | Patricia Loaiza               | Patricia Loaiza               | Patricia Loaiza               | Patricia Loaiza               | Patricia Loaiza               | Patricia Loaiza               | Patricia Loaiza               | Patricia Loaiza               | Patricia Loaiza               | Patricia Loaiza               | Patricia Loaiza               | Patricia Loaiza               | Patricia Loaiza               | Patricia Loaiza               | Patricia Loaiza               | Patricia Loaiza               | Patricia Loaiza               | Patricia Loaiza               | Patricia Loaiza               | Patricia Loaiza               | Patricia Loaiza               | Patricia Loaiza               | Patricia Loaiza               | Patricia Loaiza               | Patricia Loaiza               | Patricia Loaiza               | Patricia Loaiza               | Patricia Loaiza               | Patricia Loaiza               | Patricia Loaiza               | Patricia Loaiza               | Patricia Loaiza               | Patricia Loaiza               | Patricia Loaiza               | Patricia Loaiza               | Patricia Loaiza               | Patricia Loaiza               | Patricia Loaiza               | Patricia Loaiza               | Patricia Loaiza               |
| 06      | 06      | 06      | 06      | 06      | 06      | 06      | 06      | 06      | 06      | 06      | 06      | 06      | 06      | 06      | 06      | 06      | 06      | 06      | 06      | 06      | 06      | 06      | 06      | 06      | 06      | 06      | 06      | 06      | 06      | 06      | 06      | 06      | 06      | 06      | 06      | 06      | 06      | 06      | 06      | 06      | 06      | 06      | 06      | 06      | 06      | 06      | 06      | 06      | 06      | 06      | 06      | 06      | 06      | 06      | 06      | 06      | 06      | 06      | 06      | 06      | 06      | 06      | 06      | 06      | 06      | 06      | 06      | 06      | 06      | 06      | 06      | 06      | 06      | 06      | 06      | 06      | 06      | 06      | 06      | 06      | 06      | 06      | 06      | 06      | 06      | 06      | 06      | 06      | 06      | Ámame                                 | Ámame                                 | Ámame                                 | Ámame                                 | Ámame                                 | Ámame                                 | Ámame                                 | Ámame                                 | Ámame                                 | Ámame                                 | Ámame                                 | Ámame                                 | Ámame                                 | Ámame                                 | Ámame                                 | Ámame                                 | Ámame                                 | Ámame                                 | Ámame                                 | Ámame                                 | Ámame                                 | Ámame                                 | Ámame                                 | Ámame                                 | Ámame                                 | Ámame                                 | Ámame                                 | Ámame                                 | Ámame                                 | Ámame                                 | Ámame                                 | Ámame                                 | Ámame                                 | Ámame                                 | Ámame                                 | Ámame                                 | Ámame                                 | Ámame                                 | Ámame                                 | Ámame                                 | Ámame                                 | Ámame                                 | Ámame                                 | Ámame                                 | Ámame                                 | Ámame                                 | Ámame                                 | Ámame                                 | Ámame                                 | Ámame                                 | Ámame                                 | Ámame                                 | Ámame                                 | Ámame                                 | Ámame                                 | Ámame                                 | Ámame                                 | Ámame                                 | Ámame                                 | Ámame                                 | Ámame                                 | Ámame                                 | Ámame                                 | Ámame                                 | Ámame                                 | Ámame                                 | Ámame                                 | Ámame                                 | Ámame                                 | Ámame                                 | Ámame                                 | Ámame                                 | Ámame                                 | Ámame                                 | Ámame                                 | Ámame                                 | Ámame                                 | Ámame                                 | Ámame                                 | Ámame                                 | Ámame                                 | Ámame                                 | Ámame                                 | Ámame                                 | Ámame                                 | Ámame                                 | Ámame                                 | Ámame                                 | Ámame                                 | Ámame                                 | Ámame                                 | Ámame                                 | Ámame                                 | Ámame                                 | Ámame                                 | Ámame                                 | Ámame                                 | Ámame                                 | Ámame                                 | Ámame                                 | Olga María                    | Olga María                    | Olga María                    | Olga María                    | Olga María                    | Olga María                    | Olga María                    | Olga María                    | Olga María                    | Olga María                    | Olga María                    | Olga María                    | Olga María                    | Olga María                    | Olga María                    | Olga María                    | Olga María                    | Olga María                    | Olga María                    | Olga María                    | Olga María                    | Olga María                    | Olga María                    | Olga María                    | Olga María                    | Olga María                    | Olga María                    | Olga María                    | Olga María                    | Olga María                    | Olga María                    | Olga María                    | Olga María                    | Olga María                    | Olga María                    | Olga María                    | Olga María                    | Olga María                    | Olga María                    | Olga María                    | Olga María                    | Olga María                    | Olga María                    | Olga María                    | Olga María                    | Olga María                    | Olga María                    | Olga María                    | Olga María                    | Olga María                    | Olga María                    | Olga María                    | Olga María                    | Olga María                    | Olga María                    | Olga María                    | Olga María                    | Olga María                    | Olga María                    | Olga María                    | Olga María                    | Olga María                    | Olga María                    | Olga María                    | Olga María                    | Olga María                    | Olga María                    | Olga María                    | Olga María                    | Olga María                    | Olga María                    | Olga María                    | Olga María                    | Olga María                    | Olga María                    | Olga María                    | Olga María                    | Olga María                    | Olga María                    | Olga María                    | Olga María                    | Olga María                    | Olga María                    | Olga María                    | Olga María                    | Olga María                    | Olga María                    | Olga María                    | Olga María                    | Olga María                    | Olga María                    | Olga María                    | Olga María                    | Olga María                    | Olga María                    | Olga María                    | Olga María                    | Olga María                    | Olga María                    | Olga María                    | Olga María                    | Olga María                    | Olga María                    | Olga María                    | Olga María                    | Olga María                    | Olga María                    | Olga María                    | Olga María                    | Olga María                    | Olga María                    | Olga María                    | Olga María                    | Olga María                    | Olga María                    | Olga María                    | Olga María                    | Olga María                    | Olga María                    | Olga María                    | Olga María                    | Olga María                    | Olga María                    | Olga María                    | Olga María                    | Olga María                    | Olga María                    | Olga María                    | Olga María                    | Olga María                    |
| 07      | 07      | 07      | 07      | 07      | 07      | 07      | 07      | 07      | 07      | 07      | 07      | 07      | 07      | 07      | 07      | 07      | 07      | 07      | 07      | 07      | 07      | 07      | 07      | 07      | 07      | 07      | 07      | 07      | 07      | 07      | 07      | 07      | 07      | 07      | 07      | 07      | 07      | 07      | 07      | 07      | 07      | 07      | 07      | 07      | 07      | 07      | 07      | 07      | 07      | 07      | 07      | 07      | 07      | 07      | 07      | 07      | 07      | 07      | 07      | 07      | 07      | 07      | 07      | 07      | 07      | 07      | 07      | 07      | 07      | 07      | 07      | 07      | 07      | 07      | 07      | 07      | 07      | 07      | 07      | 07      | 07      | 07      | 07      | 07      | 07      | 07      | 07      | 07      | 07      | Si no te hubieras ido                 | Si no te hubieras ido                 | Si no te hubieras ido                 | Si no te hubieras ido                 | Si no te hubieras ido                 | Si no te hubieras ido                 | Si no te hubieras ido                 | Si no te hubieras ido                 | Si no te hubieras ido                 | Si no te hubieras ido                 | Si no te hubieras ido                 | Si no te hubieras ido                 | Si no te hubieras ido                 | Si no te hubieras ido                 | Si no te hubieras ido                 | Si no te hubieras ido                 | Si no te hubieras ido                 | Si no te hubieras ido                 | Si no te hubieras ido                 | Si no te hubieras ido                 | Si no te hubieras ido                 | Si no te hubieras ido                 | Si no te hubieras ido                 | Si no te hubieras ido                 | Si no te hubieras ido                 | Si no te hubieras ido                 | Si no te hubieras ido                 | Si no te hubieras ido                 | Si no te hubieras ido                 | Si no te hubieras ido                 | Si no te hubieras ido                 | Si no te hubieras ido                 | Si no te hubieras ido                 | Si no te hubieras ido                 | Si no te hubieras ido                 | Si no te hubieras ido                 | Si no te hubieras ido                 | Si no te hubieras ido                 | Si no te hubieras ido                 | Si no te hubieras ido                 | Si no te hubieras ido                 | Si no te hubieras ido                 | Si no te hubieras ido                 | Si no te hubieras ido                 | Si no te hubieras ido                 | Si no te hubieras ido                 | Si no te hubieras ido                 | Si no te hubieras ido                 | Si no te hubieras ido                 | Si no te hubieras ido                 | Si no te hubieras ido                 | Si no te hubieras ido                 | Si no te hubieras ido                 | Si no te hubieras ido                 | Si no te hubieras ido                 | Si no te hubieras ido                 | Si no te hubieras ido                 | Si no te hubieras ido                 | Si no te hubieras ido                 | Si no te hubieras ido                 | Si no te hubieras ido                 | Si no te hubieras ido                 | Si no te hubieras ido                 | Si no te hubieras ido                 | Si no te hubieras ido                 | Si no te hubieras ido                 | Si no te hubieras ido                 | Si no te hubieras ido                 | Si no te hubieras ido                 | Si no te hubieras ido                 | Si no te hubieras ido                 | Si no te hubieras ido                 | Si no te hubieras ido                 | Si no te hubieras ido                 | Si no te hubieras ido                 | Si no te hubieras ido                 | Si no te hubieras ido                 | Si no te hubieras ido                 | Si no te hubieras ido                 | Si no te hubieras ido                 | Si no te hubieras ido                 | Si no te hubieras ido                 | Si no te hubieras ido                 | Si no te hubieras ido                 | Si no te hubieras ido                 | Si no te hubieras ido                 | Si no te hubieras ido                 | Si no te hubieras ido                 | Si no te hubieras ido                 | Si no te hubieras ido                 | Si no te hubieras ido                 | Si no te hubieras ido                 | Si no te hubieras ido                 | Si no te hubieras ido                 | Si no te hubieras ido                 | Si no te hubieras ido                 | Si no te hubieras ido                 | Si no te hubieras ido                 | Si no te hubieras ido                 | Si no te hubieras ido                 | Marisela                      | Marisela                      | Marisela                      | Marisela                      | Marisela                      | Marisela                      | Marisela                      | Marisela                      | Marisela                      | Marisela                      | Marisela                      | Marisela                      | Marisela                      | Marisela                      | Marisela                      | Marisela                      | Marisela                      | Marisela                      | Marisela                      | Marisela                      | Marisela                      | Marisela                      | Marisela                      | Marisela                      | Marisela                      | Marisela                      | Marisela                      | Marisela                      | Marisela                      | Marisela                      | Marisela                      | Marisela                      | Marisela                      | Marisela                      | Marisela                      | Marisela                      | Marisela                      | Marisela                      | Marisela                      | Marisela                      | Marisela                      | Marisela                      | Marisela                      | Marisela                      | Marisela                      | Marisela                      | Marisela                      | Marisela                      | Marisela                      | Marisela                      | Marisela                      | Marisela                      | Marisela                      | Marisela                      | Marisela                      | Marisela                      | Marisela                      | Marisela                      | Marisela                      | Marisela                      | Marisela                      | Marisela                      | Marisela                      | Marisela                      | Marisela                      | Marisela                      | Marisela                      | Marisela                      | Marisela                      | Marisela                      | Marisela                      | Marisela                      | Marisela                      | Marisela                      | Marisela                      | Marisela                      | Marisela                      | Marisela                      | Marisela                      | Marisela                      | Marisela                      | Marisela                      | Marisela                      | Marisela                      | Marisela                      | Marisela                      | Marisela                      | Marisela                      | Marisela                      | Marisela                      | Marisela                      | Marisela                      | Marisela                      | Marisela                      | Marisela                      | Marisela                      | Marisela                      | Marisela                      | Marisela                      | Marisela                      | Marisela                      | Marisela                      | Marisela                      | Marisela                      | Marisela                      | Marisela                      | Marisela                      | Marisela                      | Marisela                      | Marisela                      | Marisela                      | Marisela                      | Marisela                      | Marisela                      | Marisela                      | Marisela                      | Marisela                      | Marisela                      | Marisela                      | Marisela                      | Marisela                      | Marisela                      | Marisela                      | Marisela                      | Marisela                      | Marisela                      | Marisela                      | Marisela                      | Marisela                      | Marisela                      |
| 08      | 08      | 08      | 08      | 08      | 08      | 08      | 08      | 08      | 08      | 08      | 08      | 08      | 08      | 08      | 08      | 08      | 08      | 08      | 08      | 08      | 08      | 08      | 08      | 08      | 08      | 08      | 08      | 08      | 08      | 08      | 08      | 08      | 08      | 08      | 08      | 08      | 08      | 08      | 08      | 08      | 08      | 08      | 08      | 08      | 08      | 08      | 08      | 08      | 08      | 08      | 08      | 08      | 08      | 08      | 08      | 08      | 08      | 08      | 08      | 08      | 08      | 08      | 08      | 08      | 08      | 08      | 08      | 08      | 08      | 08      | 08      | 08      | 08      | 08      | 08      | 08      | 08      | 08      | 08      | 08      | 08      | 08      | 08      | 08      | 08      | 08      | 08      | 08      | 08      | Daría                                 | Daría                                 | Daría                                 | Daría                                 | Daría                                 | Daría                                 | Daría                                 | Daría                                 | Daría                                 | Daría                                 | Daría                                 | Daría                                 | Daría                                 | Daría                                 | Daría                                 | Daría                                 | Daría                                 | Daría                                 | Daría                                 | Daría                                 | Daría                                 | Daría                                 | Daría                                 | Daría                                 | Daría                                 | Daría                                 | Daría                                 | Daría                                 | Daría                                 | Daría                                 | Daría                                 | Daría                                 | Daría                                 | Daría                                 | Daría                                 | Daría                                 | Daría                                 | Daría                                 | Daría                                 | Daría                                 | Daría                                 | Daría                                 | Daría                                 | Daría                                 | Daría                                 | Daría                                 | Daría                                 | Daría                                 | Daría                                 | Daría                                 | Daría                                 | Daría                                 | Daría                                 | Daría                                 | Daría                                 | Daría                                 | Daría                                 | Daría                                 | Daría                                 | Daría                                 | Daría                                 | Daría                                 | Daría                                 | Daría                                 | Daría                                 | Daría                                 | Daría                                 | Daría                                 | Daría                                 | Daría                                 | Daría                                 | Daría                                 | Daría                                 | Daría                                 | Daría                                 | Daría                                 | Daría                                 | Daría                                 | Daría                                 | Daría                                 | Daría                                 | Daría                                 | Daría                                 | Daría                                 | Daría                                 | Daría                                 | Daría                                 | Daría                                 | Daría                                 | Daría                                 | Daría                                 | Daría                                 | Daría                                 | Daría                                 | Daría                                 | Daría                                 | Daría                                 | Daría                                 | Daría                                 | Daría                                 | La Quinta Estación            | La Quinta Estación            | La Quinta Estación            | La Quinta Estación            | La Quinta Estación            | La Quinta Estación            | La Quinta Estación            | La Quinta Estación            | La Quinta Estación            | La Quinta Estación            | La Quinta Estación            | La Quinta Estación            | La Quinta Estación            | La Quinta Estación            | La Quinta Estación            | La Quinta Estación            | La Quinta Estación            | La Quinta Estación            | La Quinta Estación            | La Quinta Estación            | La Quinta Estación            | La Quinta Estación            | La Quinta Estación            | La Quinta Estación            | La Quinta Estación            | La Quinta Estación            | La Quinta Estación            | La Quinta Estación            | La Quinta Estación            | La Quinta Estación            | La Quinta Estación            | La Quinta Estación            | La Quinta Estación            | La Quinta Estación            | La Quinta Estación            | La Quinta Estación            | La Quinta Estación            | La Quinta Estación            | La Quinta Estación            | La Quinta Estación            | La Quinta Estación            | La Quinta Estación            | La Quinta Estación            | La Quinta Estación            | La Quinta Estación            | La Quinta Estación            | La Quinta Estación            | La Quinta Estación            | La Quinta Estación            | La Quinta Estación            | La Quinta Estación            | La Quinta Estación            | La Quinta Estación            | La Quinta Estación            | La Quinta Estación            | La Quinta Estación            | La Quinta Estación            | La Quinta Estación            | La Quinta Estación            | La Quinta Estación            | La Quinta Estación            | La Quinta Estación            | La Quinta Estación            | La Quinta Estación            | La Quinta Estación            | La Quinta Estación            | La Quinta Estación            | La Quinta Estación            | La Quinta Estación            | La Quinta Estación            | La Quinta Estación            | La Quinta Estación            | La Quinta Estación            | La Quinta Estación            | La Quinta Estación            | La Quinta Estación            | La Quinta Estación            | La Quinta Estación            | La Quinta Estación            | La Quinta Estación            | La Quinta Estación            | La Quinta Estación            | La Quinta Estación            | La Quinta Estación            | La Quinta Estación            | La Quinta Estación            | La Quinta Estación            | La Quinta Estación            | La Quinta Estación            | La Quinta Estación            | La Quinta Estación            | La Quinta Estación            | La Quinta Estación            | La Quinta Estación            | La Quinta Estación            | La Quinta Estación            | La Quinta Estación            | La Quinta Estación            | La Quinta Estación            | La Quinta Estación            | La Quinta Estación            | La Quinta Estación            | La Quinta Estación            | La Quinta Estación            | La Quinta Estación            | La Quinta Estación            | La Quinta Estación            | La Quinta Estación            | La Quinta Estación            | La Quinta Estación            | La Quinta Estación            | La Quinta Estación            | La Quinta Estación            | La Quinta Estación            | La Quinta Estación            | La Quinta Estación            | La Quinta Estación            | La Quinta Estación            | La Quinta Estación            | La Quinta Estación            | La Quinta Estación            | La Quinta Estación            | La Quinta Estación            | La Quinta Estación            | La Quinta Estación            | La Quinta Estación            | La Quinta Estación            | La Quinta Estación            | La Quinta Estación            | La Quinta Estación            |
| 09      | 09      | 09      | 09      | 09      | 09      | 09      | 09      | 09      | 09      | 09      | 09      | 09      | 09      | 09      | 09      | 09      | 09      | 09      | 09      | 09      | 09      | 09      | 09      | 09      | 09      | 09      | 09      | 09      | 09      | 09      | 09      | 09      | 09      | 09      | 09      | 09      | 09      | 09      | 09      | 09      | 09      | 09      | 09      | 09      | 09      | 09      | 09      | 09      | 09      | 09      | 09      | 09      | 09      | 09      | 09      | 09      | 09      | 09      | 09      | 09      | 09      | 09      | 09      | 09      | 09      | 09      | 09      | 09      | 09      | 09      | 09      | 09      | 09      | 09      | 09      | 09      | 09      | 09      | 09      | 09      | 09      | 09      | 09      | 09      | 09      | 09      | 09      | 09      | 09      | Ángel                                 | Ángel                                 | Ángel                                 | Ángel                                 | Ángel                                 | Ángel                                 | Ángel                                 | Ángel                                 | Ángel                                 | Ángel                                 | Ángel                                 | Ángel                                 | Ángel                                 | Ángel                                 | Ángel                                 | Ángel                                 | Ángel                                 | Ángel                                 | Ángel                                 | Ángel                                 | Ángel                                 | Ángel                                 | Ángel                                 | Ángel                                 | Ángel                                 | Ángel                                 | Ángel                                 | Ángel                                 | Ángel                                 | Ángel                                 | Ángel                                 | Ángel                                 | Ángel                                 | Ángel                                 | Ángel                                 | Ángel                                 | Ángel                                 | Ángel                                 | Ángel                                 | Ángel                                 | Ángel                                 | Ángel                                 | Ángel                                 | Ángel                                 | Ángel                                 | Ángel                                 | Ángel                                 | Ángel                                 | Ángel                                 | Ángel                                 | Ángel                                 | Ángel                                 | Ángel                                 | Ángel                                 | Ángel                                 | Ángel                                 | Ángel                                 | Ángel                                 | Ángel                                 | Ángel                                 | Ángel                                 | Ángel                                 | Ángel                                 | Ángel                                 | Ángel                                 | Ángel                                 | Ángel                                 | Ángel                                 | Ángel                                 | Ángel                                 | Ángel                                 | Ángel                                 | Ángel                                 | Ángel                                 | Ángel                                 | Ángel                                 | Ángel                                 | Ángel                                 | Ángel                                 | Ángel                                 | Ángel                                 | Ángel                                 | Ángel                                 | Ángel                                 | Ángel                                 | Ángel                                 | Ángel                                 | Ángel                                 | Ángel                                 | Ángel                                 | Ángel                                 | Ángel                                 | Ángel                                 | Ángel                                 | Ángel                                 | Ángel                                 | Ángel                                 | Ángel                                 | Ángel                                 | Ángel                                 | Robbie Williams               | Robbie Williams               | Robbie Williams               | Robbie Williams               | Robbie Williams               | Robbie Williams               | Robbie Williams               | Robbie Williams               | Robbie Williams               | Robbie Williams               | Robbie Williams               | Robbie Williams               | Robbie Williams               | Robbie Williams               | Robbie Williams               | Robbie Williams               | Robbie Williams               | Robbie Williams               | Robbie Williams               | Robbie Williams               | Robbie Williams               | Robbie Williams               | Robbie Williams               | Robbie Williams               | Robbie Williams               | Robbie Williams               | Robbie Williams               | Robbie Williams               | Robbie Williams               | Robbie Williams               | Robbie Williams               | Robbie Williams               | Robbie Williams               | Robbie Williams               | Robbie Williams               | Robbie Williams               | Robbie Williams               | Robbie Williams               | Robbie Williams               | Robbie Williams               | Robbie Williams               | Robbie Williams               | Robbie Williams               | Robbie Williams               | Robbie Williams               | Robbie Williams               | Robbie Williams               | Robbie Williams               | Robbie Williams               | Robbie Williams               | Robbie Williams               | Robbie Williams               | Robbie Williams               | Robbie Williams               | Robbie Williams               | Robbie Williams               | Robbie Williams               | Robbie Williams               | Robbie Williams               | Robbie Williams               | Robbie Williams               | Robbie Williams               | Robbie Williams               | Robbie Williams               | Robbie Williams               | Robbie Williams               | Robbie Williams               | Robbie Williams               | Robbie Williams               | Robbie Williams               | Robbie Williams               | Robbie Williams               | Robbie Williams               | Robbie Williams               | Robbie Williams               | Robbie Williams               | Robbie Williams               | Robbie Williams               | Robbie Williams               | Robbie Williams               | Robbie Williams               | Robbie Williams               | Robbie Williams               | Robbie Williams               | Robbie Williams               | Robbie Williams               | Robbie Williams               | Robbie Williams               | Robbie Williams               | Robbie Williams               | Robbie Williams               | Robbie Williams               | Robbie Williams               | Robbie Williams               | Robbie Williams               | Robbie Williams               | Robbie Williams               | Robbie Williams               | Robbie Williams               | Robbie Williams               | Robbie Williams               | Robbie Williams               | Robbie Williams               | Robbie Williams               | Robbie Williams               | Robbie Williams               | Robbie Williams               | Robbie Williams               | Robbie Williams               | Robbie Williams               | Robbie Williams               | Robbie Williams               | Robbie Williams               | Robbie Williams               | Robbie Williams               | Robbie Williams               | Robbie Williams               | Robbie Williams               | Robbie Williams               | Robbie Williams               | Robbie Williams               | Robbie Williams               | Robbie Williams               | Robbie Williams               | Robbie Williams               | Robbie Williams               | Robbie Williams               | Robbie Williams               | Robbie Williams               | Robbie Williams               |
| 10      | 10      | 10      | 10      | 10      | 10      | 10      | 10      | 10      | 10      | 10      | 10      | 10      | 10      | 10      | 10      | 10      | 10      | 10      | 10      | 10      | 10      | 10      | 10      | 10      | 10      | 10      | 10      | 10      | 10      | 10      | 10      | 10      | 10      | 10      | 10      | 10      | 10      | 10      | 10      | 10      | 10      | 10      | 10      | 10      | 10      | 10      | 10      | 10      | 10      | 10      | 10      | 10      | 10      | 10      | 10      | 10      | 10      | 10      | 10      | 10      | 10      | 10      | 10      | 10      | 10      | 10      | 10      | 10      | 10      | 10      | 10      | 10      | 10      | 10      | 10      | 10      | 10      | 10      | 10      | 10      | 10      | 10      | 10      | 10      | 10      | 10      | 10      | 10      | 10      | Lo siento mi amor                     | Lo siento mi amor                     | Lo siento mi amor                     | Lo siento mi amor                     | Lo siento mi amor                     | Lo siento mi amor                     | Lo siento mi amor                     | Lo siento mi amor                     | Lo siento mi amor                     | Lo siento mi amor                     | Lo siento mi amor                     | Lo siento mi amor                     | Lo siento mi amor                     | Lo siento mi amor                     | Lo siento mi amor                     | Lo siento mi amor                     | Lo siento mi amor                     | Lo siento mi amor                     | Lo siento mi amor                     | Lo siento mi amor                     | Lo siento mi amor                     | Lo siento mi amor                     | Lo siento mi amor                     | Lo siento mi amor                     | Lo siento mi amor                     | Lo siento mi amor                     | Lo siento mi amor                     | Lo siento mi amor                     | Lo siento mi amor                     | Lo siento mi amor                     | Lo siento mi amor                     | Lo siento mi amor                     | Lo siento mi amor                     | Lo siento mi amor                     | Lo siento mi amor                     | Lo siento mi amor                     | Lo siento mi amor                     | Lo siento mi amor                     | Lo siento mi amor                     | Lo siento mi amor                     | Lo siento mi amor                     | Lo siento mi amor                     | Lo siento mi amor                     | Lo siento mi amor                     | Lo siento mi amor                     | Lo siento mi amor                     | Lo siento mi amor                     | Lo siento mi amor                     | Lo siento mi amor                     | Lo siento mi amor                     | Lo siento mi amor                     | Lo siento mi amor                     | Lo siento mi amor                     | Lo siento mi amor                     | Lo siento mi amor                     | Lo siento mi amor                     | Lo siento mi amor                     | Lo siento mi amor                     | Lo siento mi amor                     | Lo siento mi amor                     | Lo siento mi amor                     | Lo siento mi amor                     | Lo siento mi amor                     | Lo siento mi amor                     | Lo siento mi amor                     | Lo siento mi amor                     | Lo siento mi amor                     | Lo siento mi amor                     | Lo siento mi amor                     | Lo siento mi amor                     | Lo siento mi amor                     | Lo siento mi amor                     | Lo siento mi amor                     | Lo siento mi amor                     | Lo siento mi amor                     | Lo siento mi amor                     | Lo siento mi amor                     | Lo siento mi amor                     | Lo siento mi amor                     | Lo siento mi amor                     | Lo siento mi amor                     | Lo siento mi amor                     | Lo siento mi amor                     | Lo siento mi amor                     | Lo siento mi amor                     | Lo siento mi amor                     | Lo siento mi amor                     | Lo siento mi amor                     | Lo siento mi amor                     | Lo siento mi amor                     | Lo siento mi amor                     | Lo siento mi amor                     | Lo siento mi amor                     | Lo siento mi amor                     | Lo siento mi amor                     | Lo siento mi amor                     | Lo siento mi amor                     | Lo siento mi amor                     | Lo siento mi amor                     | Lo siento mi amor                     | Lupita d'Alessio              | Lupita d'Alessio              | Lupita d'Alessio              | Lupita d'Alessio              | Lupita d'Alessio              | Lupita d'Alessio              | Lupita d'Alessio              | Lupita d'Alessio              | Lupita d'Alessio              | Lupita d'Alessio              | Lupita d'Alessio              | Lupita d'Alessio              | Lupita d'Alessio              | Lupita d'Alessio              | Lupita d'Alessio              | Lupita d'Alessio              | Lupita d'Alessio              | Lupita d'Alessio              | Lupita d'Alessio              | Lupita d'Alessio              | Lupita d'Alessio              | Lupita d'Alessio              | Lupita d'Alessio              | Lupita d'Alessio              | Lupita d'Alessio              | Lupita d'Alessio              | Lupita d'Alessio              | Lupita d'Alessio              | Lupita d'Alessio              | Lupita d'Alessio              | Lupita d'Alessio              | Lupita d'Alessio              | Lupita d'Alessio              | Lupita d'Alessio              | Lupita d'Alessio              | Lupita d'Alessio              | Lupita d'Alessio              | Lupita d'Alessio              | Lupita d'Alessio              | Lupita d'Alessio              | Lupita d'Alessio              | Lupita d'Alessio              | Lupita d'Alessio              | Lupita d'Alessio              | Lupita d'Alessio              | Lupita d'Alessio              | Lupita d'Alessio              | Lupita d'Alessio              | Lupita d'Alessio              | Lupita d'Alessio              | Lupita d'Alessio              | Lupita d'Alessio              | Lupita d'Alessio              | Lupita d'Alessio              | Lupita d'Alessio              | Lupita d'Alessio              | Lupita d'Alessio              | Lupita d'Alessio              | Lupita d'Alessio              | Lupita d'Alessio              | Lupita d'Alessio              | Lupita d'Alessio              | Lupita d'Alessio              | Lupita d'Alessio              | Lupita d'Alessio              | Lupita d'Alessio              | Lupita d'Alessio              | Lupita d'Alessio              | Lupita d'Alessio              | Lupita d'Alessio              | Lupita d'Alessio              | Lupita d'Alessio              | Lupita d'Alessio              | Lupita d'Alessio              | Lupita d'Alessio              | Lupita d'Alessio              | Lupita d'Alessio              | Lupita d'Alessio              | Lupita d'Alessio              | Lupita d'Alessio              | Lupita d'Alessio              | Lupita d'Alessio              | Lupita d'Alessio              | Lupita d'Alessio              | Lupita d'Alessio              | Lupita d'Alessio              | Lupita d'Alessio              | Lupita d'Alessio              | Lupita d'Alessio              | Lupita d'Alessio              | Lupita d'Alessio              | Lupita d'Alessio              | Lupita d'Alessio              | Lupita d'Alessio              | Lupita d'Alessio              | Lupita d'Alessio              | Lupita d'Alessio              | Lupita d'Alessio              | Lupita d'Alessio              | Lupita d'Alessio              | Lupita d'Alessio              | Lupita d'Alessio              | Lupita d'Alessio              | Lupita d'Alessio              | Lupita d'Alessio              | Lupita d'Alessio              | Lupita d'Alessio              | Lupita d'Alessio              | Lupita d'Alessio              | Lupita d'Alessio              | Lupita d'Alessio              | Lupita d'Alessio              | Lupita d'Alessio              | Lupita d'Alessio              | Lupita d'Alessio              | Lupita d'Alessio              | Lupita d'Alessio              | Lupita d'Alessio              | Lupita d'Alessio              | Lupita d'Alessio              | Lupita d'Alessio              | Lupita d'Alessio              | Lupita d'Alessio              | Lupita d'Alessio              | Lupita d'Alessio              | Lupita d'Alessio              | Lupita d'Alessio              | Lupita d'Alessio              | Lupita d'Alessio              | Lupita d'Alessio              |
| 11      | 11      | 11      | 11      | 11      | 11      | 11      | 11      | 11      | 11      | 11      | 11      | 11      | 11      | 11      | 11      | 11      | 11      | 11      | 11      | 11      | 11      | 11      | 11      | 11      | 11      | 11      | 11      | 11      | 11      | 11      | 11      | 11      | 11      | 11      | 11      | 11      | 11      | 11      | 11      | 11      | 11      | 11      | 11      | 11      | 11      | 11      | 11      | 11      | 11      | 11      | 11      | 11      | 11      | 11      | 11      | 11      | 11      | 11      | 11      | 11      | 11      | 11      | 11      | 11      | 11      | 11      | 11      | 11      | 11      | 11      | 11      | 11      | 11      | 11      | 11      | 11      | 11      | 11      | 11      | 11      | 11      | 11      | 11      | 11      | 11      | 11      | 11      | 11      | 11      | Detras de mi ventana                  | Detras de mi ventana                  | Detras de mi ventana                  | Detras de mi ventana                  | Detras de mi ventana                  | Detras de mi ventana                  | Detras de mi ventana                  | Detras de mi ventana                  | Detras de mi ventana                  | Detras de mi ventana                  | Detras de mi ventana                  | Detras de mi ventana                  | Detras de mi ventana                  | Detras de mi ventana                  | Detras de mi ventana                  | Detras de mi ventana                  | Detras de mi ventana                  | Detras de mi ventana                  | Detras de mi ventana                  | Detras de mi ventana                  | Detras de mi ventana                  | Detras de mi ventana                  | Detras de mi ventana                  | Detras de mi ventana                  | Detras de mi ventana                  | Detras de mi ventana                  | Detras de mi ventana                  | Detras de mi ventana                  | Detras de mi ventana                  | Detras de mi ventana                  | Detras de mi ventana                  | Detras de mi ventana                  | Detras de mi ventana                  | Detras de mi ventana                  | Detras de mi ventana                  | Detras de mi ventana                  | Detras de mi ventana                  | Detras de mi ventana                  | Detras de mi ventana                  | Detras de mi ventana                  | Detras de mi ventana                  | Detras de mi ventana                  | Detras de mi ventana                  | Detras de mi ventana                  | Detras de mi ventana                  | Detras de mi ventana                  | Detras de mi ventana                  | Detras de mi ventana                  | Detras de mi ventana                  | Detras de mi ventana                  | Detras de mi ventana                  | Detras de mi ventana                  | Detras de mi ventana                  | Detras de mi ventana                  | Detras de mi ventana                  | Detras de mi ventana                  | Detras de mi ventana                  | Detras de mi ventana                  | Detras de mi ventana                  | Detras de mi ventana                  | Detras de mi ventana                  | Detras de mi ventana                  | Detras de mi ventana                  | Detras de mi ventana                  | Detras de mi ventana                  | Detras de mi ventana                  | Detras de mi ventana                  | Detras de mi ventana                  | Detras de mi ventana                  | Detras de mi ventana                  | Detras de mi ventana                  | Detras de mi ventana                  | Detras de mi ventana                  | Detras de mi ventana                  | Detras de mi ventana                  | Detras de mi ventana                  | Detras de mi ventana                  | Detras de mi ventana                  | Detras de mi ventana                  | Detras de mi ventana                  | Detras de mi ventana                  | Detras de mi ventana                  | Detras de mi ventana                  | Detras de mi ventana                  | Detras de mi ventana                  | Detras de mi ventana                  | Detras de mi ventana                  | Detras de mi ventana                  | Detras de mi ventana                  | Detras de mi ventana                  | Detras de mi ventana                  | Detras de mi ventana                  | Detras de mi ventana                  | Detras de mi ventana                  | Detras de mi ventana                  | Detras de mi ventana                  | Detras de mi ventana                  | Detras de mi ventana                  | Detras de mi ventana                  | Detras de mi ventana                  | Yuri                          | Yuri                          | Yuri                          | Yuri                          | Yuri                          | Yuri                          | Yuri                          | Yuri                          | Yuri                          | Yuri                          | Yuri                          | Yuri                          | Yuri                          | Yuri                          | Yuri                          | Yuri                          | Yuri                          | Yuri                          | Yuri                          | Yuri                          | Yuri                          | Yuri                          | Yuri                          | Yuri                          | Yuri                          | Yuri                          | Yuri                          | Yuri                          | Yuri                          | Yuri                          | Yuri                          | Yuri                          | Yuri                          | Yuri                          | Yuri                          | Yuri                          | Yuri                          | Yuri                          | Yuri                          | Yuri                          | Yuri                          | Yuri                          | Yuri                          | Yuri                          | Yuri                          | Yuri                          | Yuri                          | Yuri                          | Yuri                          | Yuri                          | Yuri                          | Yuri                          | Yuri                          | Yuri                          | Yuri                          | Yuri                          | Yuri                          | Yuri                          | Yuri                          | Yuri                          | Yuri                          | Yuri                          | Yuri                          | Yuri                          | Yuri                          | Yuri                          | Yuri                          | Yuri                          | Yuri                          | Yuri                          | Yuri                          | Yuri                          | Yuri                          | Yuri                          | Yuri                          | Yuri                          | Yuri                          | Yuri                          | Yuri                          | Yuri                          | Yuri                          | Yuri                          | Yuri                          | Yuri                          | Yuri                          | Yuri                          | Yuri                          | Yuri                          | Yuri                          | Yuri                          | Yuri                          | Yuri                          | Yuri                          | Yuri                          | Yuri                          | Yuri                          | Yuri                          | Yuri                          | Yuri                          | Yuri                          | Yuri                          | Yuri                          | Yuri                          | Yuri                          | Yuri                          | Yuri                          | Yuri                          | Yuri                          | Yuri                          | Yuri                          | Yuri                          | Yuri                          | Yuri                          | Yuri                          | Yuri                          | Yuri                          | Yuri                          | Yuri                          | Yuri                          | Yuri                          | Yuri                          | Yuri                          | Yuri                          | Yuri                          | Yuri                          | Yuri                          | Yuri                          | Yuri                          | Yuri                          | Yuri                          |
| 13      | 13      | 13      | 13      | 13      | 13      | 13      | 13      | 13      | 13      | 13      | 13      | 13      | 13      | 13      | 13      | 13      | 13      | 13      | 13      | 13      | 13      | 13      | 13      | 13      | 13      | 13      | 13      | 13      | 13      | 13      | 13      | 13      | 13      | 13      | 13      | 13      | 13      | 13      | 13      | 13      | 13      | 13      | 13      | 13      | 13      | 13      | 13      | 13      | 13      | 13      | 13      | 13      | 13      | 13      | 13      | 13      | 13      | 13      | 13      | 13      | 13      | 13      | 13      | 13      | 13      | 13      | 13      | 13      | 13      | 13      | 13      | 13      | 13      | 13      | 13      | 13      | 13      | 13      | 13      | 13      | 13      | 13      | 13      | 13      | 13      | 13      | 13      | 13      | 13      | Como yo te amo                        | Como yo te amo                        | Como yo te amo                        | Como yo te amo                        | Como yo te amo                        | Como yo te amo                        | Como yo te amo                        | Como yo te amo                        | Como yo te amo                        | Como yo te amo                        | Como yo te amo                        | Como yo te amo                        | Como yo te amo                        | Como yo te amo                        | Como yo te amo                        | Como yo te amo                        | Como yo te amo                        | Como yo te amo                        | Como yo te amo                        | Como yo te amo                        | Como yo te amo                        | Como yo te amo                        | Como yo te amo                        | Como yo te amo                        | Como yo te amo                        | Como yo te amo                        | Como yo te amo                        | Como yo te amo                        | Como yo te amo                        | Como yo te amo                        | Como yo te amo                        | Como yo te amo                        | Como yo te amo                        | Como yo te amo                        | Como yo te amo                        | Como yo te amo                        | Como yo te amo                        | Como yo te amo                        | Como yo te amo                        | Como yo te amo                        | Como yo te amo                        | Como yo te amo                        | Como yo te amo                        | Como yo te amo                        | Como yo te amo                        | Como yo te amo                        | Como yo te amo                        | Como yo te amo                        | Como yo te amo                        | Como yo te amo                        | Como yo te amo                        | Como yo te amo                        | Como yo te amo                        | Como yo te amo                        | Como yo te amo                        | Como yo te amo                        | Como yo te amo                        | Como yo te amo                        | Como yo te amo                        | Como yo te amo                        | Como yo te amo                        | Como yo te amo                        | Como yo te amo                        | Como yo te amo                        | Como yo te amo                        | Como yo te amo                        | Como yo te amo                        | Como yo te amo                        | Como yo te amo                        | Como yo te amo                        | Como yo te amo                        | Como yo te amo                        | Como yo te amo                        | Como yo te amo                        | Como yo te amo                        | Como yo te amo                        | Como yo te amo                        | Como yo te amo                        | Como yo te amo                        | Como yo te amo                        | Como yo te amo                        | Como yo te amo                        | Como yo te amo                        | Como yo te amo                        | Como yo te amo                        | Como yo te amo                        | Como yo te amo                        | Como yo te amo                        | Como yo te amo                        | Como yo te amo                        | Como yo te amo                        | Como yo te amo                        | Como yo te amo                        | Como yo te amo                        | Como yo te amo                        | Como yo te amo                        | Como yo te amo                        | Como yo te amo                        | Como yo te amo                        | Como yo te amo                        | Rafael                        | Rafael                        | Rafael                        | Rafael                        | Rafael                        | Rafael                        | Rafael                        | Rafael                        | Rafael                        | Rafael                        | Rafael                        | Rafael                        | Rafael                        | Rafael                        | Rafael                        | Rafael                        | Rafael                        | Rafael                        | Rafael                        | Rafael                        | Rafael                        | Rafael                        | Rafael                        | Rafael                        | Rafael                        | Rafael                        | Rafael                        | Rafael                        | Rafael                        | Rafael                        | Rafael                        | Rafael                        | Rafael                        | Rafael                        | Rafael                        | Rafael                        | Rafael                        | Rafael                        | Rafael                        | Rafael                        | Rafael                        | Rafael                        | Rafael                        | Rafael                        | Rafael                        | Rafael                        | Rafael                        | Rafael                        | Rafael                        | Rafael                        | Rafael                        | Rafael                        | Rafael                        | Rafael                        | Rafael                        | Rafael                        | Rafael                        | Rafael                        | Rafael                        | Rafael                        | Rafael                        | Rafael                        | Rafael                        | Rafael                        | Rafael                        | Rafael                        | Rafael                        | Rafael                        | Rafael                        | Rafael                        | Rafael                        | Rafael                        | Rafael                        | Rafael                        | Rafael                        | Rafael                        | Rafael                        | Rafael                        | Rafael                        | Rafael                        | Rafael                        | Rafael                        | Rafael                        | Rafael                        | Rafael                        | Rafael                        | Rafael                        | Rafael                        | Rafael                        | Rafael                        | Rafael                        | Rafael                        | Rafael                        | Rafael                        | Rafael                        | Rafael                        | Rafael                        | Rafael                        | Rafael                        | Rafael                        | Rafael                        | Rafael                        | Rafael                        | Rafael                        | Rafael                        | Rafael                        | Rafael                        | Rafael                        | Rafael                        | Rafael                        | Rafael                        | Rafael                        | Rafael                        | Rafael                        | Rafael                        | Rafael                        | Rafael                        | Rafael                        | Rafael                        | Rafael                        | Rafael                        | Rafael                        | Rafael                        | Rafael                        | Rafael                        | Rafael                        | Rafael                        | Rafael                        | Rafael                        | Rafael                        |
| 14      | 14      | 14      | 14      | 14      | 14      | 14      | 14      | 14      | 14      | 14      | 14      | 14      | 14      | 14      | 14      | 14      | 14      | 14      | 14      | 14      | 14      | 14      | 14      | 14      | 14      | 14      | 14      | 14      | 14      | 14      | 14      | 14      | 14      | 14      | 14      | 14      | 14      | 14      | 14      | 14      | 14      | 14      | 14      | 14      | 14      | 14      | 14      | 14      | 14      | 14      | 14      | 14      | 14      | 14      | 14      | 14      | 14      | 14      | 14      | 14      | 14      | 14      | 14      | 14      | 14      | 14      | 14      | 14      | 14      | 14      | 14      | 14      | 14      | 14      | 14      | 14      | 14      | 14      | 14      | 14      | 14      | 14      | 14      | 14      | 14      | 14      | 14      | 14      | 14      | Así fue                               | Así fue                               | Así fue                               | Así fue                               | Así fue                               | Así fue                               | Así fue                               | Así fue                               | Así fue                               | Así fue                               | Así fue                               | Así fue                               | Así fue                               | Así fue                               | Así fue                               | Así fue                               | Así fue                               | Así fue                               | Así fue                               | Así fue                               | Así fue                               | Así fue                               | Así fue                               | Así fue                               | Así fue                               | Así fue                               | Así fue                               | Así fue                               | Así fue                               | Así fue                               | Así fue                               | Así fue                               | Así fue                               | Así fue                               | Así fue                               | Así fue                               | Así fue                               | Así fue                               | Así fue                               | Así fue                               | Así fue                               | Así fue                               | Así fue                               | Así fue                               | Así fue                               | Así fue                               | Así fue                               | Así fue                               | Así fue                               | Así fue                               | Así fue                               | Así fue                               | Así fue                               | Así fue                               | Así fue                               | Así fue                               | Así fue                               | Así fue                               | Así fue                               | Así fue                               | Así fue                               | Así fue                               | Así fue                               | Así fue                               | Así fue                               | Así fue                               | Así fue                               | Así fue                               | Así fue                               | Así fue                               | Así fue                               | Así fue                               | Así fue                               | Así fue                               | Así fue                               | Así fue                               | Así fue                               | Así fue                               | Así fue                               | Así fue                               | Así fue                               | Así fue                               | Así fue                               | Así fue                               | Así fue                               | Así fue                               | Así fue                               | Así fue                               | Así fue                               | Así fue                               | Así fue                               | Así fue                               | Así fue                               | Así fue                               | Así fue                               | Así fue                               | Así fue                               | Así fue                               | Así fue                               | Así fue                               | Juan Gabriel                  | Juan Gabriel                  | Juan Gabriel                  | Juan Gabriel                  | Juan Gabriel                  | Juan Gabriel                  | Juan Gabriel                  | Juan Gabriel                  | Juan Gabriel                  | Juan Gabriel                  | Juan Gabriel                  | Juan Gabriel                  | Juan Gabriel                  | Juan Gabriel                  | Juan Gabriel                  | Juan Gabriel                  | Juan Gabriel                  | Juan Gabriel                  | Juan Gabriel                  | Juan Gabriel                  | Juan Gabriel                  | Juan Gabriel                  | Juan Gabriel                  | Juan Gabriel                  | Juan Gabriel                  | Juan Gabriel                  | Juan Gabriel                  | Juan Gabriel                  | Juan Gabriel                  | Juan Gabriel                  | Juan Gabriel                  | Juan Gabriel                  | Juan Gabriel                  | Juan Gabriel                  | Juan Gabriel                  | Juan Gabriel                  | Juan Gabriel                  | Juan Gabriel                  | Juan Gabriel                  | Juan Gabriel                  | Juan Gabriel                  | Juan Gabriel                  | Juan Gabriel                  | Juan Gabriel                  | Juan Gabriel                  | Juan Gabriel                  | Juan Gabriel                  | Juan Gabriel                  | Juan Gabriel                  | Juan Gabriel                  | Juan Gabriel                  | Juan Gabriel                  | Juan Gabriel                  | Juan Gabriel                  | Juan Gabriel                  | Juan Gabriel                  | Juan Gabriel                  | Juan Gabriel                  | Juan Gabriel                  | Juan Gabriel                  | Juan Gabriel                  | Juan Gabriel                  | Juan Gabriel                  | Juan Gabriel                  | Juan Gabriel                  | Juan Gabriel                  | Juan Gabriel                  | Juan Gabriel                  | Juan Gabriel                  | Juan Gabriel                  | Juan Gabriel                  | Juan Gabriel                  | Juan Gabriel                  | Juan Gabriel                  | Juan Gabriel                  | Juan Gabriel                  | Juan Gabriel                  | Juan Gabriel                  | Juan Gabriel                  | Juan Gabriel                  | Juan Gabriel                  | Juan Gabriel                  | Juan Gabriel                  | Juan Gabriel                  | Juan Gabriel                  | Juan Gabriel                  | Juan Gabriel                  | Juan Gabriel                  | Juan Gabriel                  | Juan Gabriel                  | Juan Gabriel                  | Juan Gabriel                  | Juan Gabriel                  | Juan Gabriel                  | Juan Gabriel                  | Juan Gabriel                  | Juan Gabriel                  | Juan Gabriel                  | Juan Gabriel                  | Juan Gabriel                  | Juan Gabriel                  | Juan Gabriel                  | Juan Gabriel                  | Juan Gabriel                  | Juan Gabriel                  | Juan Gabriel                  | Juan Gabriel                  | Juan Gabriel                  | Juan Gabriel                  | Juan Gabriel                  | Juan Gabriel                  | Juan Gabriel                  | Juan Gabriel                  | Juan Gabriel                  | Juan Gabriel                  | Juan Gabriel                  | Juan Gabriel                  | Juan Gabriel                  | Juan Gabriel                  | Juan Gabriel                  | Juan Gabriel                  | Juan Gabriel                  | Juan Gabriel                  | Juan Gabriel                  | Juan Gabriel                  | Juan Gabriel                  | Juan Gabriel                  | Juan Gabriel                  | Juan Gabriel                  | Juan Gabriel                  |
| 15      | 15      | 15      | 15      | 15      | 15      | 15      | 15      | 15      | 15      | 15      | 15      | 15      | 15      | 15      | 15      | 15      | 15      | 15      | 15      | 15      | 15      | 15      | 15      | 15      | 15      | 15      | 15      | 15      | 15      | 15      | 15      | 15      | 15      | 15      | 15      | 15      | 15      | 15      | 15      | 15      | 15      | 15      | 15      | 15      | 15      | 15      | 15      | 15      | 15      | 15      | 15      | 15      | 15      | 15      | 15      | 15      | 15      | 15      | 15      | 15      | 15      | 15      | 15      | 15      | 15      | 15      | 15      | 15      | 15      | 15      | 15      | 15      | 15      | 15      | 15      | 15      | 15      | 15      | 15      | 15      | 15      | 15      | 15      | 15      | 15      | 15      | 15      | 15      | 15      | A quién                               | A quién                               | A quién                               | A quién                               | A quién                               | A quién                               | A quién                               | A quién                               | A quién                               | A quién                               | A quién                               | A quién                               | A quién                               | A quién                               | A quién                               | A quién                               | A quién                               | A quién                               | A quién                               | A quién                               | A quién                               | A quién                               | A quién                               | A quién                               | A quién                               | A quién                               | A quién                               | A quién                               | A quién                               | A quién                               | A quién                               | A quién                               | A quién                               | A quién                               | A quién                               | A quién                               | A quién                               | A quién                               | A quién                               | A quién                               | A quién                               | A quién                               | A quién                               | A quién                               | A quién                               | A quién                               | A quién                               | A quién                               | A quién                               | A quién                               | A quién                               | A quién                               | A quién                               | A quién                               | A quién                               | A quién                               | A quién                               | A quién                               | A quién                               | A quién                               | A quién                               | A quién                               | A quién                               | A quién                               | A quién                               | A quién                               | A quién                               | A quién                               | A quién                               | A quién                               | A quién                               | A quién                               | A quién                               | A quién                               | A quién                               | A quién                               | A quién                               | A quién                               | A quién                               | A quién                               | A quién                               | A quién                               | A quién                               | A quién                               | A quién                               | A quién                               | A quién                               | A quién                               | A quién                               | A quién                               | A quién                               | A quién                               | A quién                               | A quién                               | A quién                               | A quién                               | A quién                               | A quién                               | A quién                               | A quién                               | Karina                        | Karina                        | Karina                        | Karina                        | Karina                        | Karina                        | Karina                        | Karina                        | Karina                        | Karina                        | Karina                        | Karina                        | Karina                        | Karina                        | Karina                        | Karina                        | Karina                        | Karina                        | Karina                        | Karina                        | Karina                        | Karina                        | Karina                        | Karina                        | Karina                        | Karina                        | Karina                        | Karina                        | Karina                        | Karina                        | Karina                        | Karina                        | Karina                        | Karina                        | Karina                        | Karina                        | Karina                        | Karina                        | Karina                        | Karina                        | Karina                        | Karina                        | Karina                        | Karina                        | Karina                        | Karina                        | Karina                        | Karina                        | Karina                        | Karina                        | Karina                        | Karina                        | Karina                        | Karina                        | Karina                        | Karina                        | Karina                        | Karina                        | Karina                        | Karina                        | Karina                        | Karina                        | Karina                        | Karina                        | Karina                        | Karina                        | Karina                        | Karina                        | Karina                        | Karina                        | Karina                        | Karina                        | Karina                        | Karina                        | Karina                        | Karina                        | Karina                        | Karina                        | Karina                        | Karina                        | Karina                        | Karina                        | Karina                        | Karina                        | Karina                        | Karina                        | Karina                        | Karina                        | Karina                        | Karina                        | Karina                        | Karina                        | Karina                        | Karina                        | Karina                        | Karina                        | Karina                        | Karina                        | Karina                        | Karina                        | Karina                        | Karina                        | Karina                        | Karina                        | Karina                        | Karina                        | Karina                        | Karina                        | Karina                        | Karina                        | Karina                        | Karina                        | Karina                        | Karina                        | Karina                        | Karina                        | Karina                        | Karina                        | Karina                        | Karina                        | Karina                        | Karina                        | Karina                        | Karina                        | Karina                        | Karina                        | Karina                        | Karina                        | Karina                        | Karina                        |
| 16      | 16      | 16      | 16      | 16      | 16      | 16      | 16      | 16      | 16      | 16      | 16      | 16      | 16      | 16      | 16      | 16      | 16      | 16      | 16      | 16      | 16      | 16      | 16      | 16      | 16      | 16      | 16      | 16      | 16      | 16      | 16      | 16      | 16      | 16      | 16      | 16      | 16      | 16      | 16      | 16      | 16      | 16      | 16      | 16      | 16      | 16      | 16      | 16      | 16      | 16      | 16      | 16      | 16      | 16      | 16      | 16      | 16      | 16      | 16      | 16      | 16      | 16      | 16      | 16      | 16      | 16      | 16      | 16      | 16      | 16      | 16      | 16      | 16      | 16      | 16      | 16      | 16      | 16      | 16      | 16      | 16      | 16      | 16      | 16      | 16      | 16      | 16      | 16      | 16      | Sin miedo a nada/La muerte del palomo | Sin miedo a nada/La muerte del palomo | Sin miedo a nada/La muerte del palomo | Sin miedo a nada/La muerte del palomo | Sin miedo a nada/La muerte del palomo | Sin miedo a nada/La muerte del palomo | Sin miedo a nada/La muerte del palomo | Sin miedo a nada/La muerte del palomo | Sin miedo a nada/La muerte del palomo | Sin miedo a nada/La muerte del palomo | Sin miedo a nada/La muerte del palomo | Sin miedo a nada/La muerte del palomo | Sin miedo a nada/La muerte del palomo | Sin miedo a nada/La muerte del palomo | Sin miedo a nada/La muerte del palomo | Sin miedo a nada/La muerte del palomo | Sin miedo a nada/La muerte del palomo | Sin miedo a nada/La muerte del palomo | Sin miedo a nada/La muerte del palomo | Sin miedo a nada/La muerte del palomo | Sin miedo a nada/La muerte del palomo | Sin miedo a nada/La muerte del palomo | Sin miedo a nada/La muerte del palomo | Sin miedo a nada/La muerte del palomo | Sin miedo a nada/La muerte del palomo | Sin miedo a nada/La muerte del palomo | Sin miedo a nada/La muerte del palomo | Sin miedo a nada/La muerte del palomo | Sin miedo a nada/La muerte del palomo | Sin miedo a nada/La muerte del palomo | Sin miedo a nada/La muerte del palomo | Sin miedo a nada/La muerte del palomo | Sin miedo a nada/La muerte del palomo | Sin miedo a nada/La muerte del palomo | Sin miedo a nada/La muerte del palomo | Sin miedo a nada/La muerte del palomo | Sin miedo a nada/La muerte del palomo | Sin miedo a nada/La muerte del palomo | Sin miedo a nada/La muerte del palomo | Sin miedo a nada/La muerte del palomo | Sin miedo a nada/La muerte del palomo | Sin miedo a nada/La muerte del palomo | Sin miedo a nada/La muerte del palomo | Sin miedo a nada/La muerte del palomo | Sin miedo a nada/La muerte del palomo | Sin miedo a nada/La muerte del palomo | Sin miedo a nada/La muerte del palomo | Sin miedo a nada/La muerte del palomo | Sin miedo a nada/La muerte del palomo | Sin miedo a nada/La muerte del palomo | Sin miedo a nada/La muerte del palomo | Sin miedo a nada/La muerte del palomo | Sin miedo a nada/La muerte del palomo | Sin miedo a nada/La muerte del palomo | Sin miedo a nada/La muerte del palomo | Sin miedo a nada/La muerte del palomo | Sin miedo a nada/La muerte del palomo | Sin miedo a nada/La muerte del palomo | Sin miedo a nada/La muerte del palomo | Sin miedo a nada/La muerte del palomo | Sin miedo a nada/La muerte del palomo | Sin miedo a nada/La muerte del palomo | Sin miedo a nada/La muerte del palomo | Sin miedo a nada/La muerte del palomo | Sin miedo a nada/La muerte del palomo | Sin miedo a nada/La muerte del palomo | Sin miedo a nada/La muerte del palomo | Sin miedo a nada/La muerte del palomo | Sin miedo a nada/La muerte del palomo | Sin miedo a nada/La muerte del palomo | Sin miedo a nada/La muerte del palomo | Sin miedo a nada/La muerte del palomo | Sin miedo a nada/La muerte del palomo | Sin miedo a nada/La muerte del palomo | Sin miedo a nada/La muerte del palomo | Sin miedo a nada/La muerte del palomo | Sin miedo a nada/La muerte del palomo | Sin miedo a nada/La muerte del palomo | Sin miedo a nada/La muerte del palomo | Sin miedo a nada/La muerte del palomo | Sin miedo a nada/La muerte del palomo | Sin miedo a nada/La muerte del palomo | Sin miedo a nada/La muerte del palomo | Sin miedo a nada/La muerte del palomo | Sin miedo a nada/La muerte del palomo | Sin miedo a nada/La muerte del palomo | Sin miedo a nada/La muerte del palomo | Sin miedo a nada/La muerte del palomo | Sin miedo a nada/La muerte del palomo | Sin miedo a nada/La muerte del palomo | Sin miedo a nada/La muerte del palomo | Sin miedo a nada/La muerte del palomo | Sin miedo a nada/La muerte del palomo | Sin miedo a nada/La muerte del palomo | Sin miedo a nada/La muerte del palomo | Sin miedo a nada/La muerte del palomo | Sin miedo a nada/La muerte del palomo | Sin miedo a nada/La muerte del palomo | Sin miedo a nada/La muerte del palomo | Sin miedo a nada/La muerte del palomo | Alex Ubago/Amaia Montero      | Alex Ubago/Amaia Montero      | Alex Ubago/Amaia Montero      | Alex Ubago/Amaia Montero      | Alex Ubago/Amaia Montero      | Alex Ubago/Amaia Montero      | Alex Ubago/Amaia Montero      | Alex Ubago/Amaia Montero      | Alex Ubago/Amaia Montero      | Alex Ubago/Amaia Montero      | Alex Ubago/Amaia Montero      | Alex Ubago/Amaia Montero      | Alex Ubago/Amaia Montero      | Alex Ubago/Amaia Montero      | Alex Ubago/Amaia Montero      | Alex Ubago/Amaia Montero      | Alex Ubago/Amaia Montero      | Alex Ubago/Amaia Montero      | Alex Ubago/Amaia Montero      | Alex Ubago/Amaia Montero      | Alex Ubago/Amaia Montero      | Alex Ubago/Amaia Montero      | Alex Ubago/Amaia Montero      | Alex Ubago/Amaia Montero      | Alex Ubago/Amaia Montero      | Alex Ubago/Amaia Montero      | Alex Ubago/Amaia Montero      | Alex Ubago/Amaia Montero      | Alex Ubago/Amaia Montero      | Alex Ubago/Amaia Montero      | Alex Ubago/Amaia Montero      | Alex Ubago/Amaia Montero      | Alex Ubago/Amaia Montero      | Alex Ubago/Amaia Montero      | Alex Ubago/Amaia Montero      | Alex Ubago/Amaia Montero      | Alex Ubago/Amaia Montero      | Alex Ubago/Amaia Montero      | Alex Ubago/Amaia Montero      | Alex Ubago/Amaia Montero      | Alex Ubago/Amaia Montero      | Alex Ubago/Amaia Montero      | Alex Ubago/Amaia Montero      | Alex Ubago/Amaia Montero      | Alex Ubago/Amaia Montero      | Alex Ubago/Amaia Montero      | Alex Ubago/Amaia Montero      | Alex Ubago/Amaia Montero      | Alex Ubago/Amaia Montero      | Alex Ubago/Amaia Montero      | Alex Ubago/Amaia Montero      | Alex Ubago/Amaia Montero      | Alex Ubago/Amaia Montero      | Alex Ubago/Amaia Montero      | Alex Ubago/Amaia Montero      | Alex Ubago/Amaia Montero      | Alex Ubago/Amaia Montero      | Alex Ubago/Amaia Montero      | Alex Ubago/Amaia Montero      | Alex Ubago/Amaia Montero      | Alex Ubago/Amaia Montero      | Alex Ubago/Amaia Montero      | Alex Ubago/Amaia Montero      | Alex Ubago/Amaia Montero      | Alex Ubago/Amaia Montero      | Alex Ubago/Amaia Montero      | Alex Ubago/Amaia Montero      | Alex Ubago/Amaia Montero      | Alex Ubago/Amaia Montero      | Alex Ubago/Amaia Montero      | Alex Ubago/Amaia Montero      | Alex Ubago/Amaia Montero      | Alex Ubago/Amaia Montero      | Alex Ubago/Amaia Montero      | Alex Ubago/Amaia Montero      | Alex Ubago/Amaia Montero      | Alex Ubago/Amaia Montero      | Alex Ubago/Amaia Montero      | Alex Ubago/Amaia Montero      | Alex Ubago/Amaia Montero      | Alex Ubago/Amaia Montero      | Alex Ubago/Amaia Montero      | Alex Ubago/Amaia Montero      | Alex Ubago/Amaia Montero      | Alex Ubago/Amaia Montero      | Alex Ubago/Amaia Montero      | Alex Ubago/Amaia Montero      | Alex Ubago/Amaia Montero      | Alex Ubago/Amaia Montero      | Alex Ubago/Amaia Montero      | Alex Ubago/Amaia Montero      | Alex Ubago/Amaia Montero      | Alex Ubago/Amaia Montero      | Alex Ubago/Amaia Montero      | Alex Ubago/Amaia Montero      | Alex Ubago/Amaia Montero      | Alex Ubago/Amaia Montero      | Alex Ubago/Amaia Montero      | Alex Ubago/Amaia Montero      | Alex Ubago/Amaia Montero      | Alex Ubago/Amaia Montero      | Alex Ubago/Amaia Montero      | Alex Ubago/Amaia Montero      | Alex Ubago/Amaia Montero      | Alex Ubago/Amaia Montero      | Alex Ubago/Amaia Montero      | Alex Ubago/Amaia Montero      | Alex Ubago/Amaia Montero      | Alex Ubago/Amaia Montero      | Alex Ubago/Amaia Montero      | Alex Ubago/Amaia Montero      | Alex Ubago/Amaia Montero      | Alex Ubago/Amaia Montero      | Alex Ubago/Amaia Montero      | Alex Ubago/Amaia Montero      | Alex Ubago/Amaia Montero      | Alex Ubago/Amaia Montero      | Alex Ubago/Amaia Montero      | Alex Ubago/Amaia Montero      | Alex Ubago/Amaia Montero      | Alex Ubago/Amaia Montero      | Alex Ubago/Amaia Montero      | Alex Ubago/Amaia Montero      | Alex Ubago/Amaia Montero      | Alex Ubago/Amaia Montero      | Alex Ubago/Amaia Montero      | Alex Ubago/Amaia Montero      | Alex Ubago/Amaia Montero      | Alex Ubago/Amaia Montero      | Alex Ubago/Amaia Montero      |
| 17      | 17      | 17      | 17      | 17      | 17      | 17      | 17      | 17      | 17      | 17      | 17      | 17      | 17      | 17      | 17      | 17      | 17      | 17      | 17      | 17      | 17      | 17      | 17      | 17      | 17      | 17      | 17      | 17      | 17      | 17      | 17      | 17      | 17      | 17      | 17      | 17      | 17      | 17      | 17      | 17      | 17      | 17      | 17      | 17      | 17      | 17      | 17      | 17      | 17      | 17      | 17      | 17      | 17      | 17      | 17      | 17      | 17      | 17      | 17      | 17      | 17      | 17      | 17      | 17      | 17      | 17      | 17      | 17      | 17      | 17      | 17      | 17      | 17      | 17      | 17      | 17      | 17      | 17      | 17      | 17      | 17      | 17      | 17      | 17      | 17      | 17      | 17      | 17      | 17      | Él me mintió/La maldita primavera     | Él me mintió/La maldita primavera     | Él me mintió/La maldita primavera     | Él me mintió/La maldita primavera     | Él me mintió/La maldita primavera     | Él me mintió/La maldita primavera     | Él me mintió/La maldita primavera     | Él me mintió/La maldita primavera     | Él me mintió/La maldita primavera     | Él me mintió/La maldita primavera     | Él me mintió/La maldita primavera     | Él me mintió/La maldita primavera     | Él me mintió/La maldita primavera     | Él me mintió/La maldita primavera     | Él me mintió/La maldita primavera     | Él me mintió/La maldita primavera     | Él me mintió/La maldita primavera     | Él me mintió/La maldita primavera     | Él me mintió/La maldita primavera     | Él me mintió/La maldita primavera     | Él me mintió/La maldita primavera     | Él me mintió/La maldita primavera     | Él me mintió/La maldita primavera     | Él me mintió/La maldita primavera     | Él me mintió/La maldita primavera     | Él me mintió/La maldita primavera     | Él me mintió/La maldita primavera     | Él me mintió/La maldita primavera     | Él me mintió/La maldita primavera     | Él me mintió/La maldita primavera     | Él me mintió/La maldita primavera     | Él me mintió/La maldita primavera     | Él me mintió/La maldita primavera     | Él me mintió/La maldita primavera     | Él me mintió/La maldita primavera     | Él me mintió/La maldita primavera     | Él me mintió/La maldita primavera     | Él me mintió/La maldita primavera     | Él me mintió/La maldita primavera     | Él me mintió/La maldita primavera     | Él me mintió/La maldita primavera     | Él me mintió/La maldita primavera     | Él me mintió/La maldita primavera     | Él me mintió/La maldita primavera     | Él me mintió/La maldita primavera     | Él me mintió/La maldita primavera     | Él me mintió/La maldita primavera     | Él me mintió/La maldita primavera     | Él me mintió/La maldita primavera     | Él me mintió/La maldita primavera     | Él me mintió/La maldita primavera     | Él me mintió/La maldita primavera     | Él me mintió/La maldita primavera     | Él me mintió/La maldita primavera     | Él me mintió/La maldita primavera     | Él me mintió/La maldita primavera     | Él me mintió/La maldita primavera     | Él me mintió/La maldita primavera     | Él me mintió/La maldita primavera     | Él me mintió/La maldita primavera     | Él me mintió/La maldita primavera     | Él me mintió/La maldita primavera     | Él me mintió/La maldita primavera     | Él me mintió/La maldita primavera     | Él me mintió/La maldita primavera     | Él me mintió/La maldita primavera     | Él me mintió/La maldita primavera     | Él me mintió/La maldita primavera     | Él me mintió/La maldita primavera     | Él me mintió/La maldita primavera     | Él me mintió/La maldita primavera     | Él me mintió/La maldita primavera     | Él me mintió/La maldita primavera     | Él me mintió/La maldita primavera     | Él me mintió/La maldita primavera     | Él me mintió/La maldita primavera     | Él me mintió/La maldita primavera     | Él me mintió/La maldita primavera     | Él me mintió/La maldita primavera     | Él me mintió/La maldita primavera     | Él me mintió/La maldita primavera     | Él me mintió/La maldita primavera     | Él me mintió/La maldita primavera     | Él me mintió/La maldita primavera     | Él me mintió/La maldita primavera     | Él me mintió/La maldita primavera     | Él me mintió/La maldita primavera     | Él me mintió/La maldita primavera     | Él me mintió/La maldita primavera     | Él me mintió/La maldita primavera     | Él me mintió/La maldita primavera     | Él me mintió/La maldita primavera     | Él me mintió/La maldita primavera     | Él me mintió/La maldita primavera     | Él me mintió/La maldita primavera     | Él me mintió/La maldita primavera     | Él me mintió/La maldita primavera     | Él me mintió/La maldita primavera     | Él me mintió/La maldita primavera     | Él me mintió/La maldita primavera     | Amanda Miguel/Yuri            | Amanda Miguel/Yuri            | Amanda Miguel/Yuri            | Amanda Miguel/Yuri            | Amanda Miguel/Yuri            | Amanda Miguel/Yuri            | Amanda Miguel/Yuri            | Amanda Miguel/Yuri            | Amanda Miguel/Yuri            | Amanda Miguel/Yuri            | Amanda Miguel/Yuri            | Amanda Miguel/Yuri            | Amanda Miguel/Yuri            | Amanda Miguel/Yuri            | Amanda Miguel/Yuri            | Amanda Miguel/Yuri            | Amanda Miguel/Yuri            | Amanda Miguel/Yuri            | Amanda Miguel/Yuri            | Amanda Miguel/Yuri            | Amanda Miguel/Yuri            | Amanda Miguel/Yuri            | Amanda Miguel/Yuri            | Amanda Miguel/Yuri            | Amanda Miguel/Yuri            | Amanda Miguel/Yuri            | Amanda Miguel/Yuri            | Amanda Miguel/Yuri            | Amanda Miguel/Yuri            | Amanda Miguel/Yuri            | Amanda Miguel/Yuri            | Amanda Miguel/Yuri            | Amanda Miguel/Yuri            | Amanda Miguel/Yuri            | Amanda Miguel/Yuri            | Amanda Miguel/Yuri            | Amanda Miguel/Yuri            | Amanda Miguel/Yuri            | Amanda Miguel/Yuri            | Amanda Miguel/Yuri            | Amanda Miguel/Yuri            | Amanda Miguel/Yuri            | Amanda Miguel/Yuri            | Amanda Miguel/Yuri            | Amanda Miguel/Yuri            | Amanda Miguel/Yuri            | Amanda Miguel/Yuri            | Amanda Miguel/Yuri            | Amanda Miguel/Yuri            | Amanda Miguel/Yuri            | Amanda Miguel/Yuri            | Amanda Miguel/Yuri            | Amanda Miguel/Yuri            | Amanda Miguel/Yuri            | Amanda Miguel/Yuri            | Amanda Miguel/Yuri            | Amanda Miguel/Yuri            | Amanda Miguel/Yuri            | Amanda Miguel/Yuri            | Amanda Miguel/Yuri            | Amanda Miguel/Yuri            | Amanda Miguel/Yuri            | Amanda Miguel/Yuri            | Amanda Miguel/Yuri            | Amanda Miguel/Yuri            | Amanda Miguel/Yuri            | Amanda Miguel/Yuri            | Amanda Miguel/Yuri            | Amanda Miguel/Yuri            | Amanda Miguel/Yuri            | Amanda Miguel/Yuri            | Amanda Miguel/Yuri            | Amanda Miguel/Yuri            | Amanda Miguel/Yuri            | Amanda Miguel/Yuri            | Amanda Miguel/Yuri            | Amanda Miguel/Yuri            | Amanda Miguel/Yuri            | Amanda Miguel/Yuri            | Amanda Miguel/Yuri            | Amanda Miguel/Yuri            | Amanda Miguel/Yuri            | Amanda Miguel/Yuri            | Amanda Miguel/Yuri            | Amanda Miguel/Yuri            | Amanda Miguel/Yuri            | Amanda Miguel/Yuri            | Amanda Miguel/Yuri            | Amanda Miguel/Yuri            | Amanda Miguel/Yuri            | Amanda Miguel/Yuri            | Amanda Miguel/Yuri            | Amanda Miguel/Yuri            | Amanda Miguel/Yuri            | Amanda Miguel/Yuri            | Amanda Miguel/Yuri            | Amanda Miguel/Yuri            | Amanda Miguel/Yuri            | Amanda Miguel/Yuri            | Amanda Miguel/Yuri            | Amanda Miguel/Yuri            | Amanda Miguel/Yuri            | Amanda Miguel/Yuri            | Amanda Miguel/Yuri            | Amanda Miguel/Yuri            | Amanda Miguel/Yuri            | Amanda Miguel/Yuri            | Amanda Miguel/Yuri            | Amanda Miguel/Yuri            | Amanda Miguel/Yuri            | Amanda Miguel/Yuri            | Amanda Miguel/Yuri            | Amanda Miguel/Yuri            | Amanda Miguel/Yuri            | Amanda Miguel/Yuri            | Amanda Miguel/Yuri            | Amanda Miguel/Yuri            | Amanda Miguel/Yuri            | Amanda Miguel/Yuri            | Amanda Miguel/Yuri            | Amanda Miguel/Yuri            | Amanda Miguel/Yuri            | Amanda Miguel/Yuri            | Amanda Miguel/Yuri            | Amanda Miguel/Yuri            | Amanda Miguel/Yuri            | Amanda Miguel/Yuri            | Amanda Miguel/Yuri            | Amanda Miguel/Yuri            | Amanda Miguel/Yuri            |
| 18      | 18      | 18      | 18      | 18      | 18      | 18      | 18      | 18      | 18      | 18      | 18      | 18      | 18      | 18      | 18      | 18      | 18      | 18      | 18      | 18      | 18      | 18      | 18      | 18      | 18      | 18      | 18      | 18      | 18      | 18      | 18      | 18      | 18      | 18      | 18      | 18      | 18      | 18      | 18      | 18      | 18      | 18      | 18      | 18      | 18      | 18      | 18      | 18      | 18      | 18      | 18      | 18      | 18      | 18      | 18      | 18      | 18      | 18      | 18      | 18      | 18      | 18      | 18      | 18      | 18      | 18      | 18      | 18      | 18      | 18      | 18      | 18      | 18      | 18      | 18      | 18      | 18      | 18      | 18      | 18      | 18      | 18      | 18      | 18      | 18      | 18      | 18      | 18      | 18      | Cosas de la vida/Mentira              | Cosas de la vida/Mentira              | Cosas de la vida/Mentira              | Cosas de la vida/Mentira              | Cosas de la vida/Mentira              | Cosas de la vida/Mentira              | Cosas de la vida/Mentira              | Cosas de la vida/Mentira              | Cosas de la vida/Mentira              | Cosas de la vida/Mentira              | Cosas de la vida/Mentira              | Cosas de la vida/Mentira              | Cosas de la vida/Mentira              | Cosas de la vida/Mentira              | Cosas de la vida/Mentira              | Cosas de la vida/Mentira              | Cosas de la vida/Mentira              | Cosas de la vida/Mentira              | Cosas de la vida/Mentira              | Cosas de la vida/Mentira              | Cosas de la vida/Mentira              | Cosas de la vida/Mentira              | Cosas de la vida/Mentira              | Cosas de la vida/Mentira              | Cosas de la vida/Mentira              | Cosas de la vida/Mentira              | Cosas de la vida/Mentira              | Cosas de la vida/Mentira              | Cosas de la vida/Mentira              | Cosas de la vida/Mentira              | Cosas de la vida/Mentira              | Cosas de la vida/Mentira              | Cosas de la vida/Mentira              | Cosas de la vida/Mentira              | Cosas de la vida/Mentira              | Cosas de la vida/Mentira              | Cosas de la vida/Mentira              | Cosas de la vida/Mentira              | Cosas de la vida/Mentira              | Cosas de la vida/Mentira              | Cosas de la vida/Mentira              | Cosas de la vida/Mentira              | Cosas de la vida/Mentira              | Cosas de la vida/Mentira              | Cosas de la vida/Mentira              | Cosas de la vida/Mentira              | Cosas de la vida/Mentira              | Cosas de la vida/Mentira              | Cosas de la vida/Mentira              | Cosas de la vida/Mentira              | Cosas de la vida/Mentira              | Cosas de la vida/Mentira              | Cosas de la vida/Mentira              | Cosas de la vida/Mentira              | Cosas de la vida/Mentira              | Cosas de la vida/Mentira              | Cosas de la vida/Mentira              | Cosas de la vida/Mentira              | Cosas de la vida/Mentira              | Cosas de la vida/Mentira              | Cosas de la vida/Mentira              | Cosas de la vida/Mentira              | Cosas de la vida/Mentira              | Cosas de la vida/Mentira              | Cosas de la vida/Mentira              | Cosas de la vida/Mentira              | Cosas de la vida/Mentira              | Cosas de la vida/Mentira              | Cosas de la vida/Mentira              | Cosas de la vida/Mentira              | Cosas de la vida/Mentira              | Cosas de la vida/Mentira              | Cosas de la vida/Mentira              | Cosas de la vida/Mentira              | Cosas de la vida/Mentira              | Cosas de la vida/Mentira              | Cosas de la vida/Mentira              | Cosas de la vida/Mentira              | Cosas de la vida/Mentira              | Cosas de la vida/Mentira              | Cosas de la vida/Mentira              | Cosas de la vida/Mentira              | Cosas de la vida/Mentira              | Cosas de la vida/Mentira              | Cosas de la vida/Mentira              | Cosas de la vida/Mentira              | Cosas de la vida/Mentira              | Cosas de la vida/Mentira              | Cosas de la vida/Mentira              | Cosas de la vida/Mentira              | Cosas de la vida/Mentira              | Cosas de la vida/Mentira              | Cosas de la vida/Mentira              | Cosas de la vida/Mentira              | Cosas de la vida/Mentira              | Cosas de la vida/Mentira              | Cosas de la vida/Mentira              | Cosas de la vida/Mentira              | Cosas de la vida/Mentira              | Cosas de la vida/Mentira              | Eros Ramazzotti/Valeria Lynch | Eros Ramazzotti/Valeria Lynch | Eros Ramazzotti/Valeria Lynch | Eros Ramazzotti/Valeria Lynch | Eros Ramazzotti/Valeria Lynch | Eros Ramazzotti/Valeria Lynch | Eros Ramazzotti/Valeria Lynch | Eros Ramazzotti/Valeria Lynch | Eros Ramazzotti/Valeria Lynch | Eros Ramazzotti/Valeria Lynch | Eros Ramazzotti/Valeria Lynch | Eros Ramazzotti/Valeria Lynch | Eros Ramazzotti/Valeria Lynch | Eros Ramazzotti/Valeria Lynch | Eros Ramazzotti/Valeria Lynch | Eros Ramazzotti/Valeria Lynch | Eros Ramazzotti/Valeria Lynch | Eros Ramazzotti/Valeria Lynch | Eros Ramazzotti/Valeria Lynch | Eros Ramazzotti/Valeria Lynch | Eros Ramazzotti/Valeria Lynch | Eros Ramazzotti/Valeria Lynch | Eros Ramazzotti/Valeria Lynch | Eros Ramazzotti/Valeria Lynch | Eros Ramazzotti/Valeria Lynch | Eros Ramazzotti/Valeria Lynch | Eros Ramazzotti/Valeria Lynch | Eros Ramazzotti/Valeria Lynch | Eros Ramazzotti/Valeria Lynch | Eros Ramazzotti/Valeria Lynch | Eros Ramazzotti/Valeria Lynch | Eros Ramazzotti/Valeria Lynch | Eros Ramazzotti/Valeria Lynch | Eros Ramazzotti/Valeria Lynch | Eros Ramazzotti/Valeria Lynch | Eros Ramazzotti/Valeria Lynch | Eros Ramazzotti/Valeria Lynch | Eros Ramazzotti/Valeria Lynch | Eros Ramazzotti/Valeria Lynch | Eros Ramazzotti/Valeria Lynch | Eros Ramazzotti/Valeria Lynch | Eros Ramazzotti/Valeria Lynch | Eros Ramazzotti/Valeria Lynch | Eros Ramazzotti/Valeria Lynch | Eros Ramazzotti/Valeria Lynch | Eros Ramazzotti/Valeria Lynch | Eros Ramazzotti/Valeria Lynch | Eros Ramazzotti/Valeria Lynch | Eros Ramazzotti/Valeria Lynch | Eros Ramazzotti/Valeria Lynch | Eros Ramazzotti/Valeria Lynch | Eros Ramazzotti/Valeria Lynch | Eros Ramazzotti/Valeria Lynch | Eros Ramazzotti/Valeria Lynch | Eros Ramazzotti/Valeria Lynch | Eros Ramazzotti/Valeria Lynch | Eros Ramazzotti/Valeria Lynch | Eros Ramazzotti/Valeria Lynch | Eros Ramazzotti/Valeria Lynch | Eros Ramazzotti/Valeria Lynch | Eros Ramazzotti/Valeria Lynch | Eros Ramazzotti/Valeria Lynch | Eros Ramazzotti/Valeria Lynch | Eros Ramazzotti/Valeria Lynch | Eros Ramazzotti/Valeria Lynch | Eros Ramazzotti/Valeria Lynch | Eros Ramazzotti/Valeria Lynch | Eros Ramazzotti/Valeria Lynch | Eros Ramazzotti/Valeria Lynch | Eros Ramazzotti/Valeria Lynch | Eros Ramazzotti/Valeria Lynch | Eros Ramazzotti/Valeria Lynch | Eros Ramazzotti/Valeria Lynch | Eros Ramazzotti/Valeria Lynch | Eros Ramazzotti/Valeria Lynch | Eros Ramazzotti/Valeria Lynch | Eros Ramazzotti/Valeria Lynch | Eros Ramazzotti/Valeria Lynch | Eros Ramazzotti/Valeria Lynch | Eros Ramazzotti/Valeria Lynch | Eros Ramazzotti/Valeria Lynch | Eros Ramazzotti/Valeria Lynch | Eros Ramazzotti/Valeria Lynch | Eros Ramazzotti/Valeria Lynch | Eros Ramazzotti/Valeria Lynch | Eros Ramazzotti/Valeria Lynch | Eros Ramazzotti/Valeria Lynch | Eros Ramazzotti/Valeria Lynch | Eros Ramazzotti/Valeria Lynch | Eros Ramazzotti/Valeria Lynch | Eros Ramazzotti/Valeria Lynch | Eros Ramazzotti/Valeria Lynch | Eros Ramazzotti/Valeria Lynch | Eros Ramazzotti/Valeria Lynch | Eros Ramazzotti/Valeria Lynch | Eros Ramazzotti/Valeria Lynch | Eros Ramazzotti/Valeria Lynch | Eros Ramazzotti/Valeria Lynch | Eros Ramazzotti/Valeria Lynch | Eros Ramazzotti/Valeria Lynch | Eros Ramazzotti/Valeria Lynch | Eros Ramazzotti/Valeria Lynch | Eros Ramazzotti/Valeria Lynch | Eros Ramazzotti/Valeria Lynch | Eros Ramazzotti/Valeria Lynch | Eros Ramazzotti/Valeria Lynch | Eros Ramazzotti/Valeria Lynch | Eros Ramazzotti/Valeria Lynch | Eros Ramazzotti/Valeria Lynch | Eros Ramazzotti/Valeria Lynch | Eros Ramazzotti/Valeria Lynch | Eros Ramazzotti/Valeria Lynch | Eros Ramazzotti/Valeria Lynch | Eros Ramazzotti/Valeria Lynch | Eros Ramazzotti/Valeria Lynch | Eros Ramazzotti/Valeria Lynch | Eros Ramazzotti/Valeria Lynch | Eros Ramazzotti/Valeria Lynch | Eros Ramazzotti/Valeria Lynch | Eros Ramazzotti/Valeria Lynch | Eros Ramazzotti/Valeria Lynch | Eros Ramazzotti/Valeria Lynch | Eros Ramazzotti/Valeria Lynch | Eros Ramazzotti/Valeria Lynch | Eros Ramazzotti/Valeria Lynch | Eros Ramazzotti/Valeria Lynch | Eros Ramazzotti/Valeria Lynch | Eros Ramazzotti/Valeria Lynch | Eros Ramazzotti/Valeria Lynch | Eros Ramazzotti/Valeria Lynch |
| 19      | 19      | 19      | 19      | 19      | 19      | 19      | 19      | 19      | 19      | 19      | 19      | 19      | 19      | 19      | 19      | 19      | 19      | 19      | 19      | 19      | 19      | 19      | 19      | 19      | 19      | 19      | 19      | 19      | 19      | 19      | 19      | 19      | 19      | 19      | 19      | 19      | 19      | 19      | 19      | 19      | 19      | 19      | 19      | 19      | 19      | 19      | 19      | 19      | 19      | 19      | 19      | 19      | 19      | 19      | 19      | 19      | 19      | 19      | 19      | 19      | 19      | 19      | 19      | 19      | 19      | 19      | 19      | 19      | 19      | 19      | 19      | 19      | 19      | 19      | 19      | 19      | 19      | 19      | 19      | 19      | 19      | 19      | 19      | 19      | 19      | 19      | 19      | 19      | 19      | Ángel/Déjame volver contigo           | Ángel/Déjame volver contigo           | Ángel/Déjame volver contigo           | Ángel/Déjame volver contigo           | Ángel/Déjame volver contigo           | Ángel/Déjame volver contigo           | Ángel/Déjame volver contigo           | Ángel/Déjame volver contigo           | Ángel/Déjame volver contigo           | Ángel/Déjame volver contigo           | Ángel/Déjame volver contigo           | Ángel/Déjame volver contigo           | Ángel/Déjame volver contigo           | Ángel/Déjame volver contigo           | Ángel/Déjame volver contigo           | Ángel/Déjame volver contigo           | Ángel/Déjame volver contigo           | Ángel/Déjame volver contigo           | Ángel/Déjame volver contigo           | Ángel/Déjame volver contigo           | Ángel/Déjame volver contigo           | Ángel/Déjame volver contigo           | Ángel/Déjame volver contigo           | Ángel/Déjame volver contigo           | Ángel/Déjame volver contigo           | Ángel/Déjame volver contigo           | Ángel/Déjame volver contigo           | Ángel/Déjame volver contigo           | Ángel/Déjame volver contigo           | Ángel/Déjame volver contigo           | Ángel/Déjame volver contigo           | Ángel/Déjame volver contigo           | Ángel/Déjame volver contigo           | Ángel/Déjame volver contigo           | Ángel/Déjame volver contigo           | Ángel/Déjame volver contigo           | Ángel/Déjame volver contigo           | Ángel/Déjame volver contigo           | Ángel/Déjame volver contigo           | Ángel/Déjame volver contigo           | Ángel/Déjame volver contigo           | Ángel/Déjame volver contigo           | Ángel/Déjame volver contigo           | Ángel/Déjame volver contigo           | Ángel/Déjame volver contigo           | Ángel/Déjame volver contigo           | Ángel/Déjame volver contigo           | Ángel/Déjame volver contigo           | Ángel/Déjame volver contigo           | Ángel/Déjame volver contigo           | Ángel/Déjame volver contigo           | Ángel/Déjame volver contigo           | Ángel/Déjame volver contigo           | Ángel/Déjame volver contigo           | Ángel/Déjame volver contigo           | Ángel/Déjame volver contigo           | Ángel/Déjame volver contigo           | Ángel/Déjame volver contigo           | Ángel/Déjame volver contigo           | Ángel/Déjame volver contigo           | Ángel/Déjame volver contigo           | Ángel/Déjame volver contigo           | Ángel/Déjame volver contigo           | Ángel/Déjame volver contigo           | Ángel/Déjame volver contigo           | Ángel/Déjame volver contigo           | Ángel/Déjame volver contigo           | Ángel/Déjame volver contigo           | Ángel/Déjame volver contigo           | Ángel/Déjame volver contigo           | Ángel/Déjame volver contigo           | Ángel/Déjame volver contigo           | Ángel/Déjame volver contigo           | Ángel/Déjame volver contigo           | Ángel/Déjame volver contigo           | Ángel/Déjame volver contigo           | Ángel/Déjame volver contigo           | Ángel/Déjame volver contigo           | Ángel/Déjame volver contigo           | Ángel/Déjame volver contigo           | Ángel/Déjame volver contigo           | Ángel/Déjame volver contigo           | Ángel/Déjame volver contigo           | Ángel/Déjame volver contigo           | Ángel/Déjame volver contigo           | Ángel/Déjame volver contigo           | Ángel/Déjame volver contigo           | Ángel/Déjame volver contigo           | Ángel/Déjame volver contigo           | Ángel/Déjame volver contigo           | Ángel/Déjame volver contigo           | Ángel/Déjame volver contigo           | Ángel/Déjame volver contigo           | Ángel/Déjame volver contigo           | Ángel/Déjame volver contigo           | Ángel/Déjame volver contigo           | Ángel/Déjame volver contigo           | Ángel/Déjame volver contigo           | Ángel/Déjame volver contigo           | Ángel/Déjame volver contigo           | Robbie Williams/Dulce         | Robbie Williams/Dulce         | Robbie Williams/Dulce         | Robbie Williams/Dulce         | Robbie Williams/Dulce         | Robbie Williams/Dulce         | Robbie Williams/Dulce         | Robbie Williams/Dulce         | Robbie Williams/Dulce         | Robbie Williams/Dulce         | Robbie Williams/Dulce         | Robbie Williams/Dulce         | Robbie Williams/Dulce         | Robbie Williams/Dulce         | Robbie Williams/Dulce         | Robbie Williams/Dulce         | Robbie Williams/Dulce         | Robbie Williams/Dulce         | Robbie Williams/Dulce         | Robbie Williams/Dulce         | Robbie Williams/Dulce         | Robbie Williams/Dulce         | Robbie Williams/Dulce         | Robbie Williams/Dulce         | Robbie Williams/Dulce         | Robbie Williams/Dulce         | Robbie Williams/Dulce         | Robbie Williams/Dulce         | Robbie Williams/Dulce         | Robbie Williams/Dulce         | Robbie Williams/Dulce         | Robbie Williams/Dulce         | Robbie Williams/Dulce         | Robbie Williams/Dulce         | Robbie Williams/Dulce         | Robbie Williams/Dulce         | Robbie Williams/Dulce         | Robbie Williams/Dulce         | Robbie Williams/Dulce         | Robbie Williams/Dulce         | Robbie Williams/Dulce         | Robbie Williams/Dulce         | Robbie Williams/Dulce         | Robbie Williams/Dulce         | Robbie Williams/Dulce         | Robbie Williams/Dulce         | Robbie Williams/Dulce         | Robbie Williams/Dulce         | Robbie Williams/Dulce         | Robbie Williams/Dulce         | Robbie Williams/Dulce         | Robbie Williams/Dulce         | Robbie Williams/Dulce         | Robbie Williams/Dulce         | Robbie Williams/Dulce         | Robbie Williams/Dulce         | Robbie Williams/Dulce         | Robbie Williams/Dulce         | Robbie Williams/Dulce         | Robbie Williams/Dulce         | Robbie Williams/Dulce         | Robbie Williams/Dulce         | Robbie Williams/Dulce         | Robbie Williams/Dulce         | Robbie Williams/Dulce         | Robbie Williams/Dulce         | Robbie Williams/Dulce         | Robbie Williams/Dulce         | Robbie Williams/Dulce         | Robbie Williams/Dulce         | Robbie Williams/Dulce         | Robbie Williams/Dulce         | Robbie Williams/Dulce         | Robbie Williams/Dulce         | Robbie Williams/Dulce         | Robbie Williams/Dulce         | Robbie Williams/Dulce         | Robbie Williams/Dulce         | Robbie Williams/Dulce         | Robbie Williams/Dulce         | Robbie Williams/Dulce         | Robbie Williams/Dulce         | Robbie Williams/Dulce         | Robbie Williams/Dulce         | Robbie Williams/Dulce         | Robbie Williams/Dulce         | Robbie Williams/Dulce         | Robbie Williams/Dulce         | Robbie Williams/Dulce         | Robbie Williams/Dulce         | Robbie Williams/Dulce         | Robbie Williams/Dulce         | Robbie Williams/Dulce         | Robbie Williams/Dulce         | Robbie Williams/Dulce         | Robbie Williams/Dulce         | Robbie Williams/Dulce         | Robbie Williams/Dulce         | Robbie Williams/Dulce         | Robbie Williams/Dulce         | Robbie Williams/Dulce         | Robbie Williams/Dulce         | Robbie Williams/Dulce         | Robbie Williams/Dulce         | Robbie Williams/Dulce         | Robbie Williams/Dulce         | Robbie Williams/Dulce         | Robbie Williams/Dulce         | Robbie Williams/Dulce         | Robbie Williams/Dulce         | Robbie Williams/Dulce         | Robbie Williams/Dulce         | Robbie Williams/Dulce         | Robbie Williams/Dulce         | Robbie Williams/Dulce         | Robbie Williams/Dulce         | Robbie Williams/Dulce         | Robbie Williams/Dulce         | Robbie Williams/Dulce         | Robbie Williams/Dulce         | Robbie Williams/Dulce         | Robbie Williams/Dulce         | Robbie Williams/Dulce         | Robbie Williams/Dulce         | Robbie Williams/Dulce         | Robbie Williams/Dulce         | Robbie Williams/Dulce         | Robbie Williams/Dulce         | Robbie Williams/Dulce         | Robbie Williams/Dulce         |

Après plus de quatre mois, elle termine seconde dans le concours le 3 juillet 2005 dans le stade Arena Monterrey à Monterrey au Mexique ; elle reçut alors un prix de 1 500 000 $, une automobile dernier modèle et un contrat avec la multinationale Sony Music Entertainment.

### 2005, ses débuts:La voz de un ángel
Au mois d'août 2005 elle a présenté son premier disque La voz de un ángel avec le soutien de Sony Music. Le disque compile quinze chansons qu'elle interprète dans le concours et un document bonus track de son père, Genaro Gaxiola plus un DVD avec toutes les présentations de Yuridia : en moins d'un mois ce disque devient « disque d'or ». Finalement il sera « disque de diamant » au Mexique et « disque de platine » aux États-Unis en 2006.
Le disque démarre directement quinzième du Top 100 mexicain des albums les plus vendus de AMPROFON, et 5 mois après son lancement est déjà disque de diamant. Il resta dans le Top durant 126 semaines se révélant un des albums les plus appréciés de la dernière décennie. Le premier single lancé a été « Angel », qui devint instantanément un succès dans des radios nationales et d'Amérique centrale.
Elle participa à la tournée internationale de la quatrième génération de « La Academia », en se produisant ainsi dans tout le Mexique ainsi que quelques États des États-Unis, événements simultanément diffusés et suivis massivement par des chaînes de radio du Mexique. À la fin de cette année son frère qui souffrait de dystrophie musculaire est décédé dans un hôpital aux États-Unis.
Avec ce disque Yuridia a gagné le prix Oye Top 100 en espagnol en 2006 et un prix Billboard en 2007 dans la catégorie « Meilleur Album POP Nouvelle Génération ».

## Sources
- (es) www.terra.com.mx
- (es) www.tvazteca.com
- (es) www.americatop100.com
- (es) www.oem.com.mx